# Città

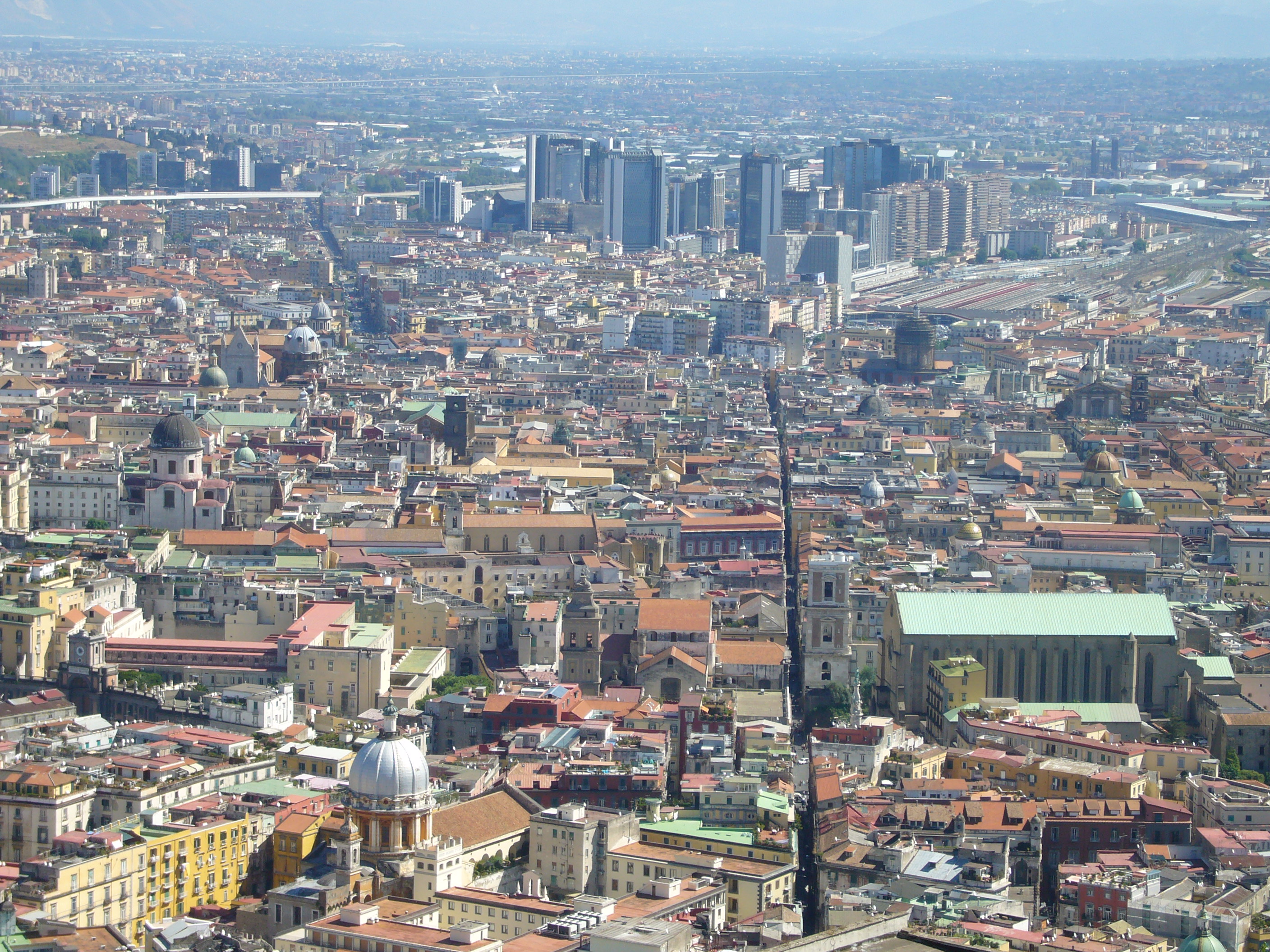
Veduta di Napoli, il cui nome antico era Neapolis (Νεάπολις, in greco «nuova città»)

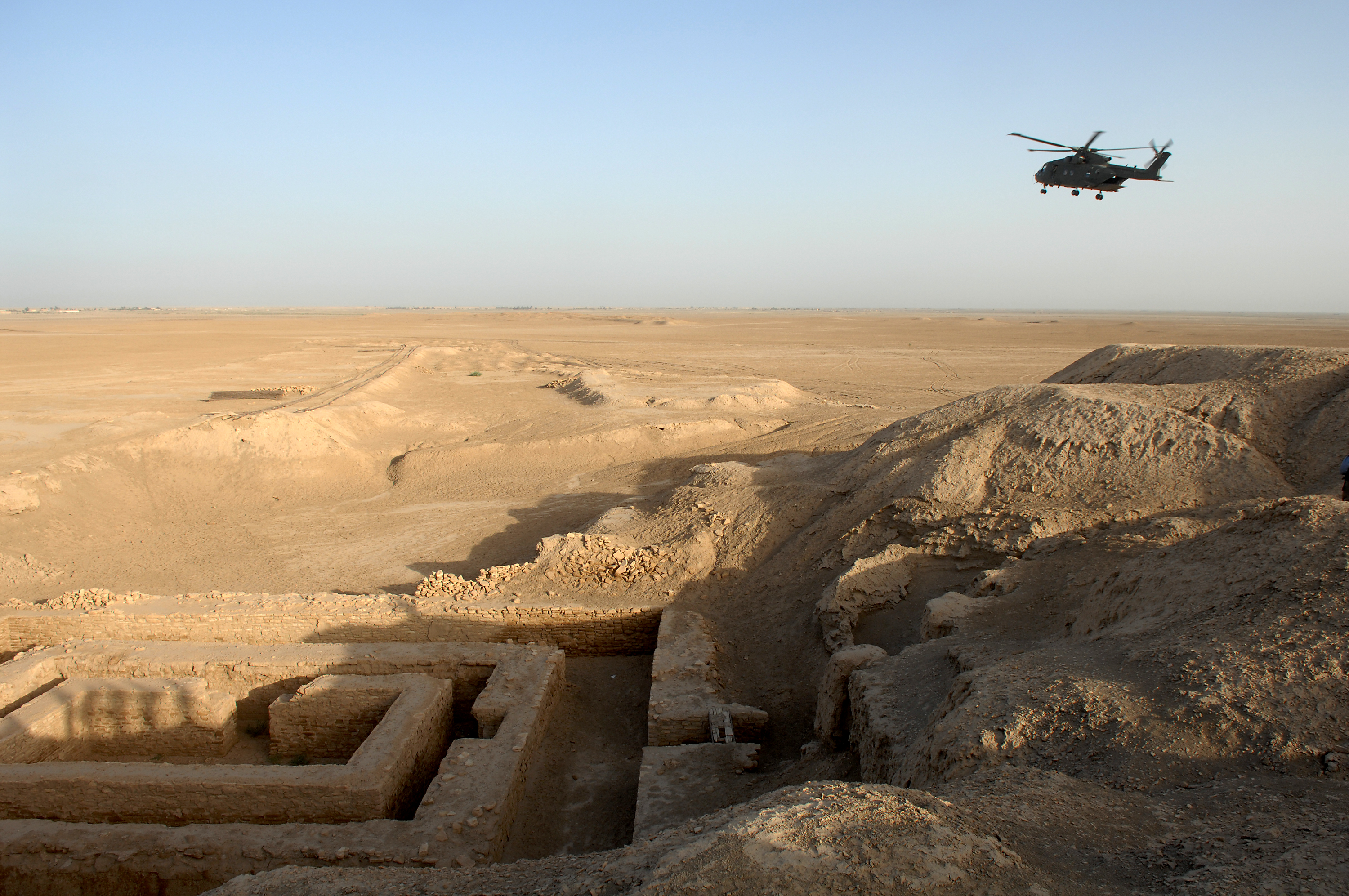
Warka (Iraq): resti della "prima città", Uruk

Una città (dal latino civitas, civitatis) è un insediamento umano, esteso e stabile, che si differenzia da un paese o un villaggio per dimensione, densità di popolazione, importanza o status legale e frutto di un processo più o meno lungo di urbanizzazione. Sinteticamente essa è definibile come una concentrazione di popolazione e funzioni, dotata di un proprio territorio e di strutture stabili. Il termine italiano città deriva dall'analogo accusativo latino civitatem, a sua volta da civis, cittadino, poi troncato in cittade da cui deriva anche civiltà. In senso amministrativo il titolo di città spetta ai comuni ai quali sia stato formalmente concesso in virtù della propria importanza, e varia secondo gli ordinamenti giuridici dei vari Stati.

## Descrizione

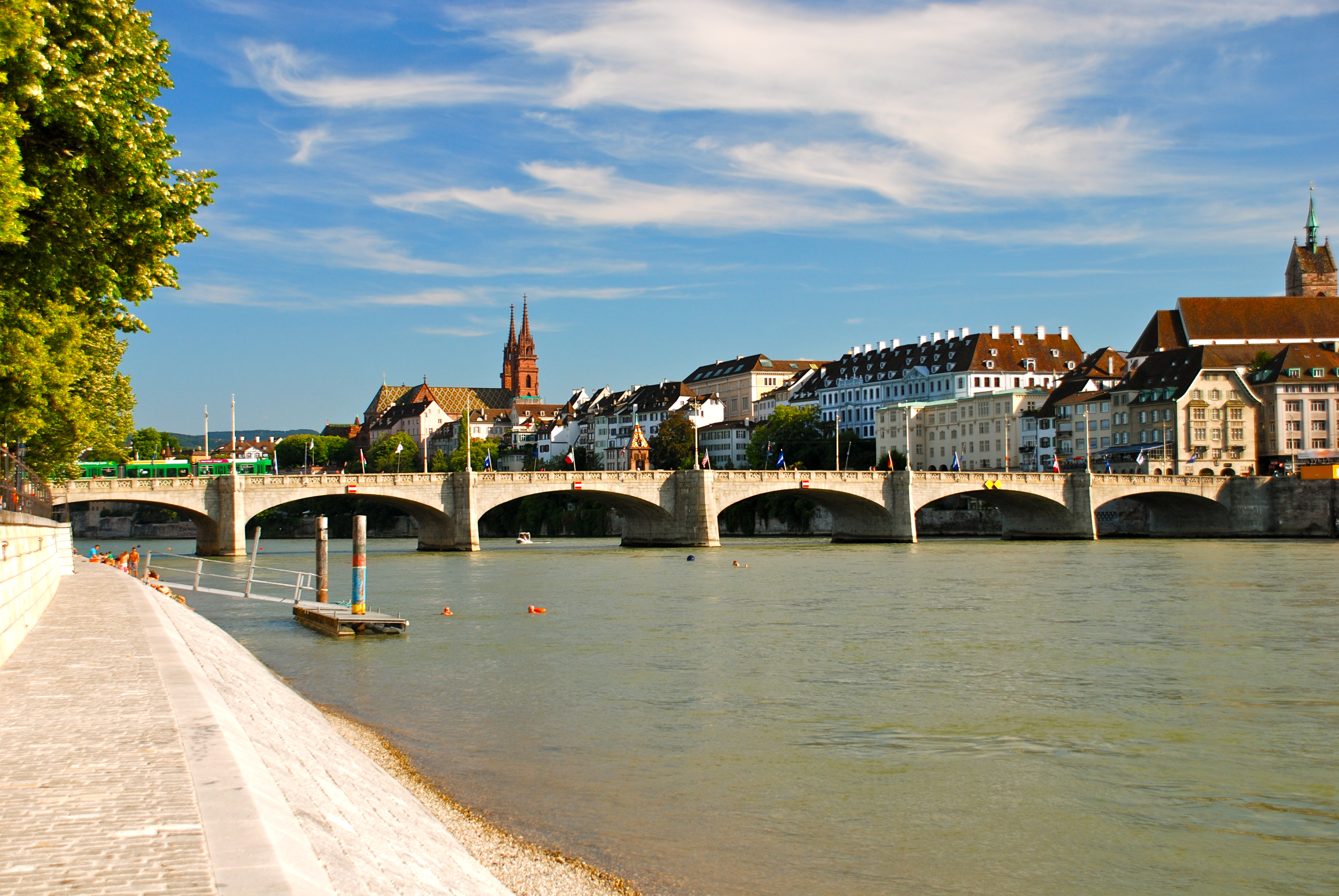
Basilea, città della Svizzera

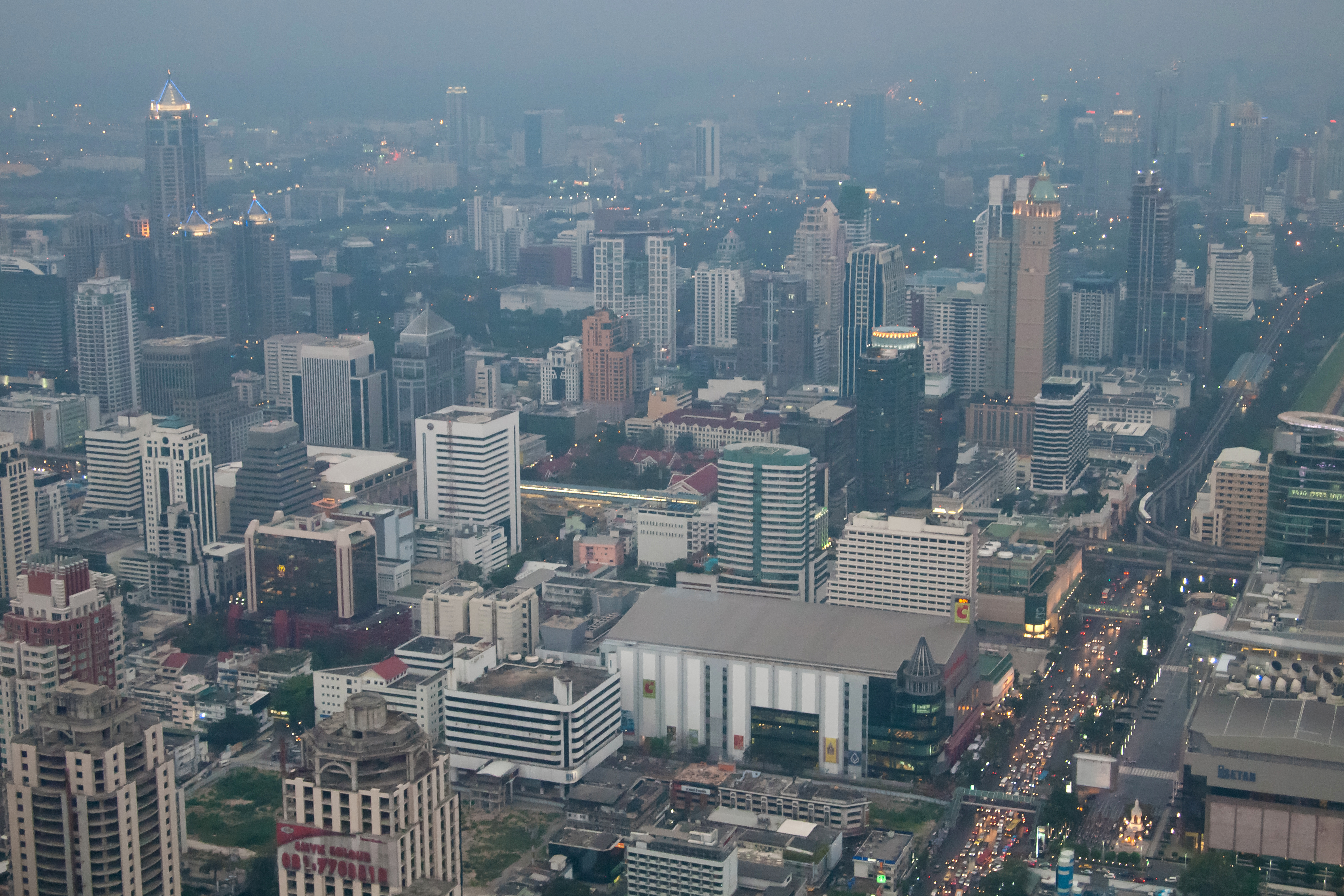
Bangkok, capitale della Thailandia

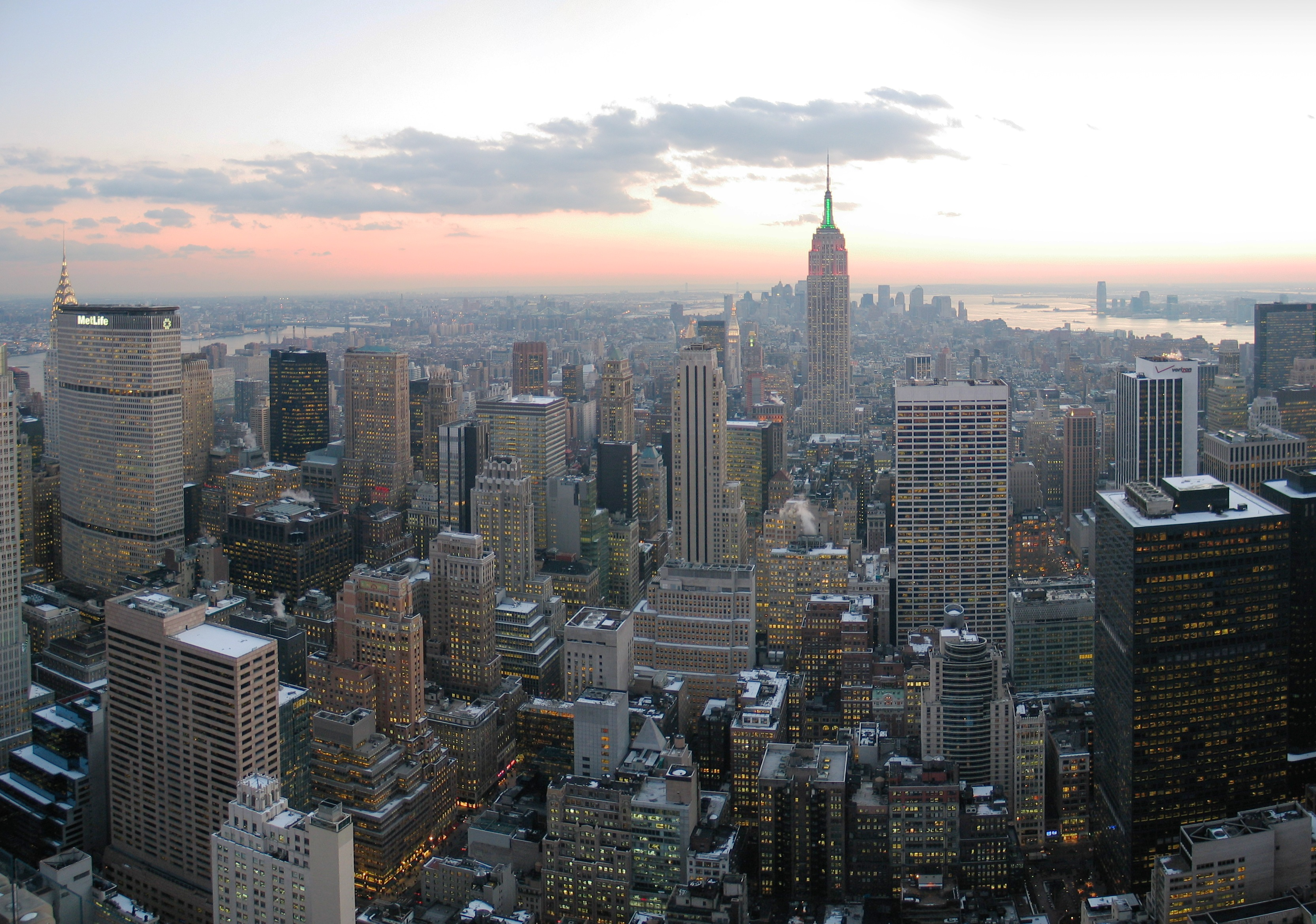
New York, città degli Stati Uniti

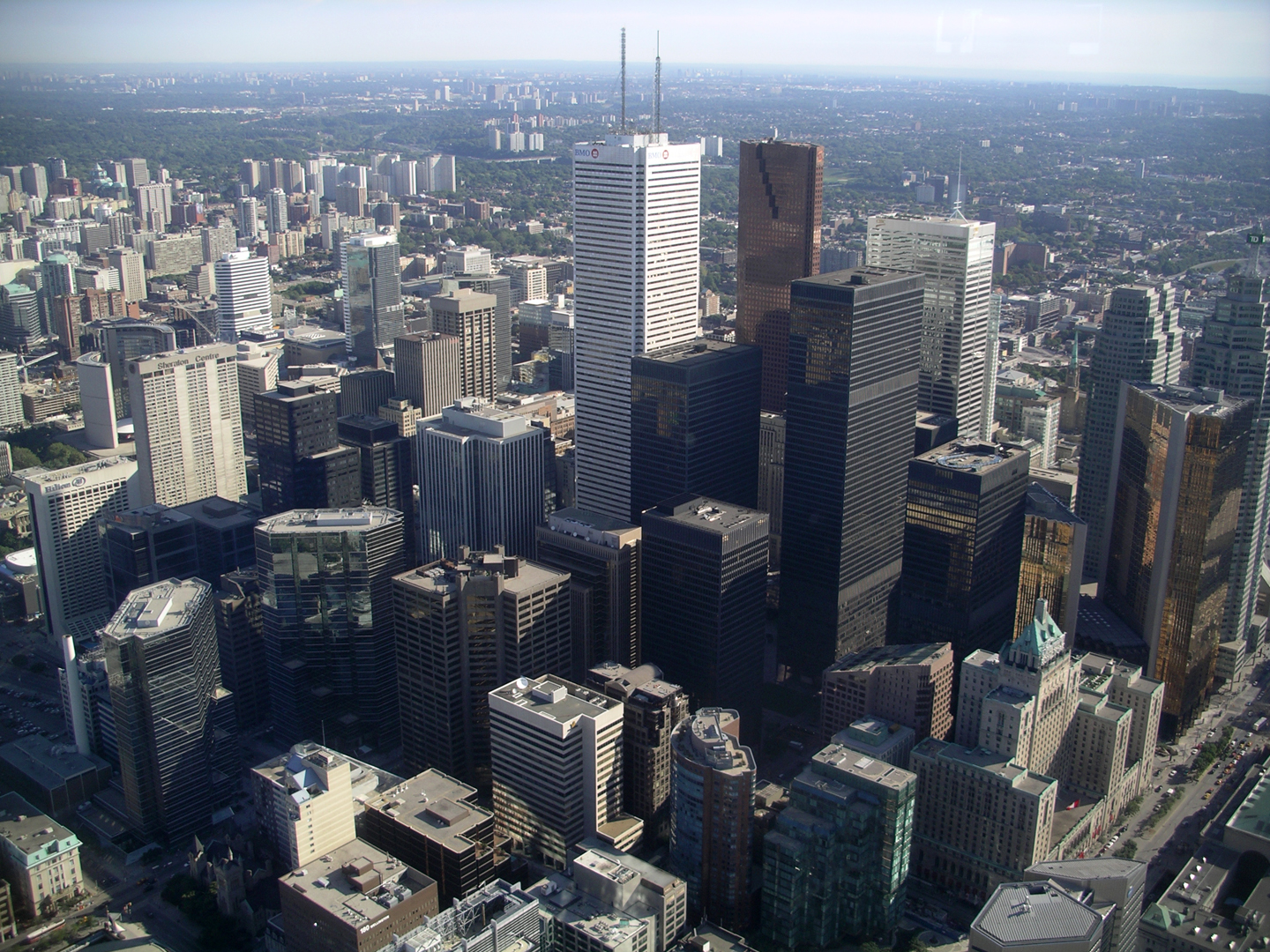
Toronto, città del Canada

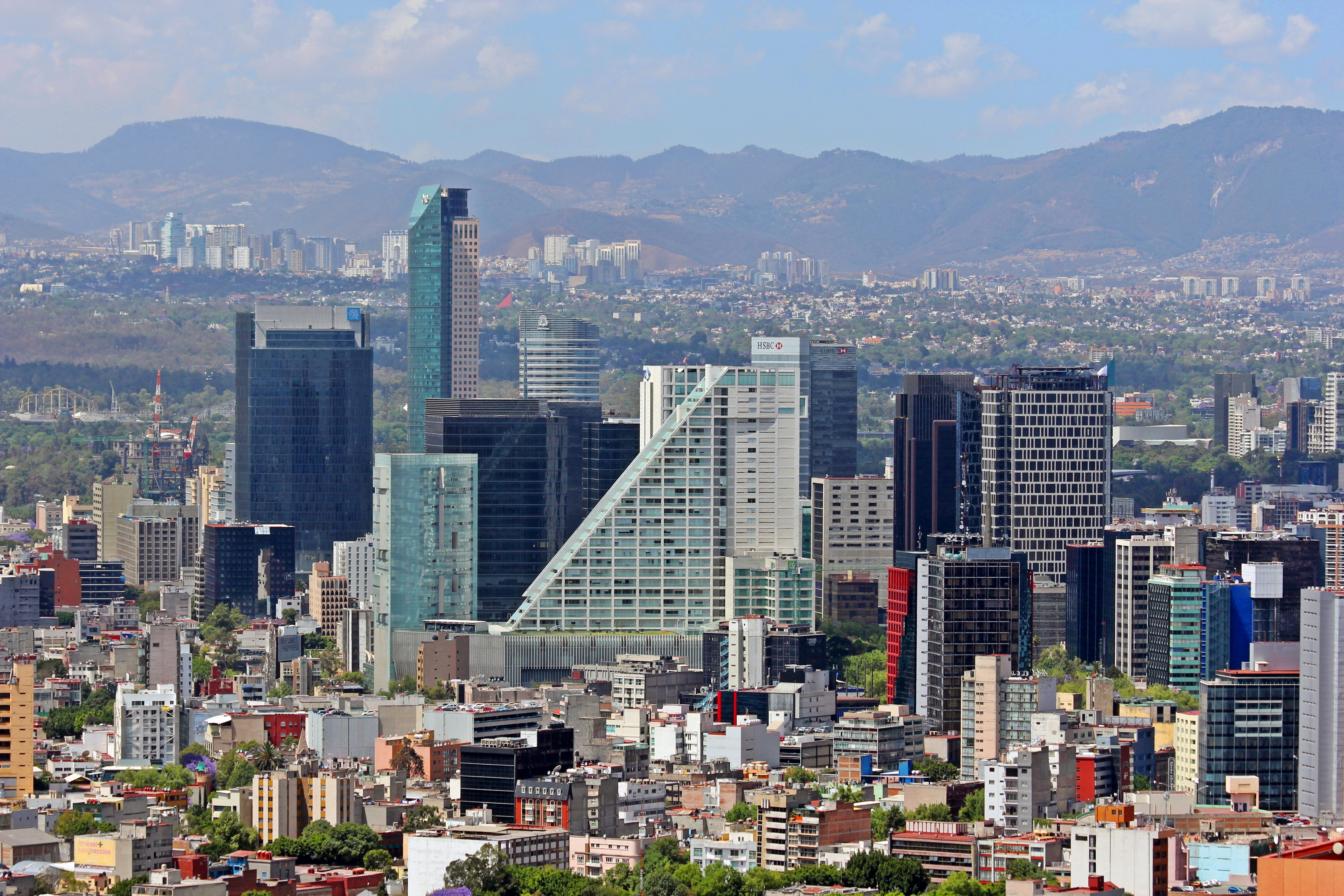
Città del Messico

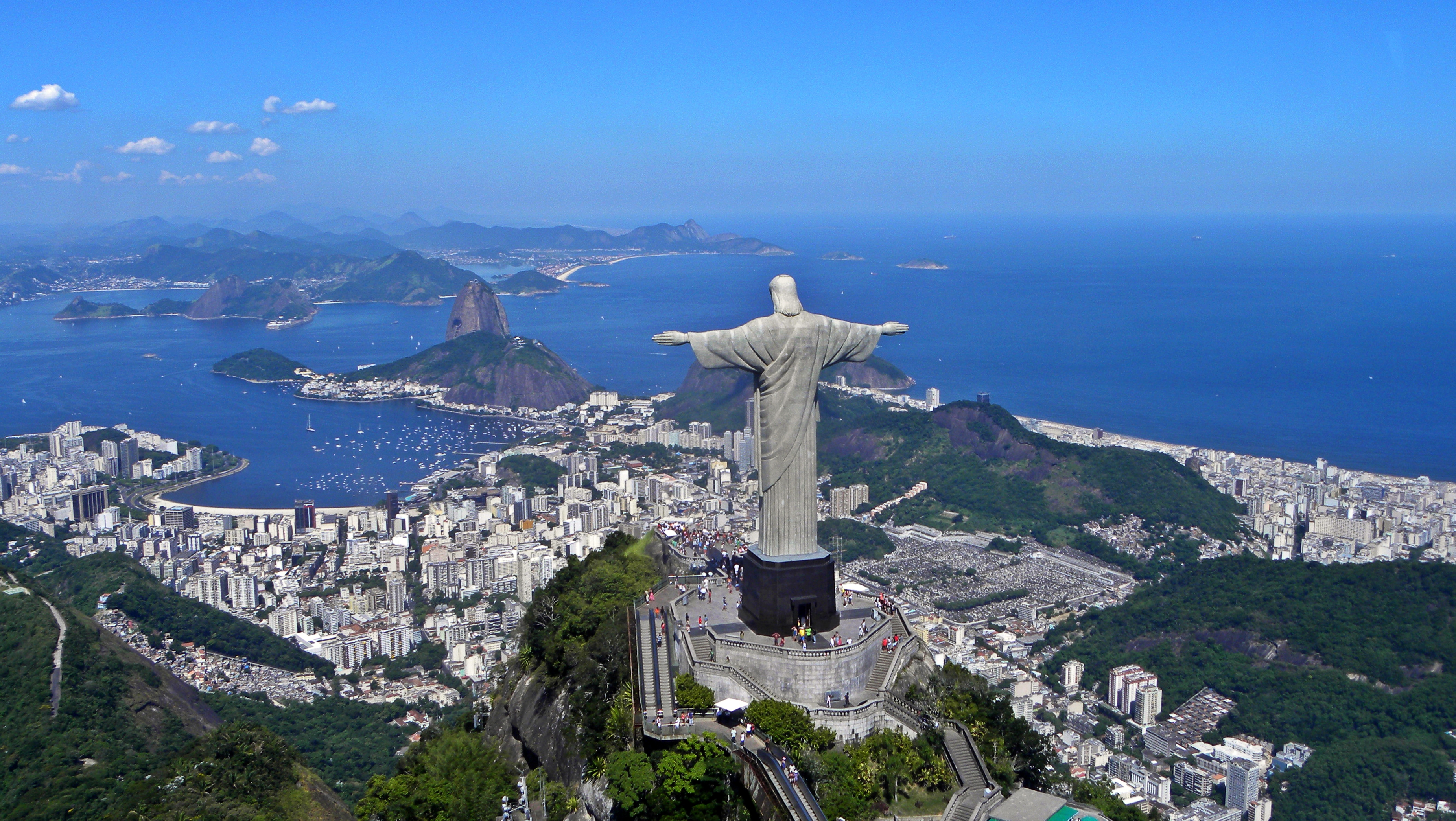
Rio de Janeiro, città del Brasile

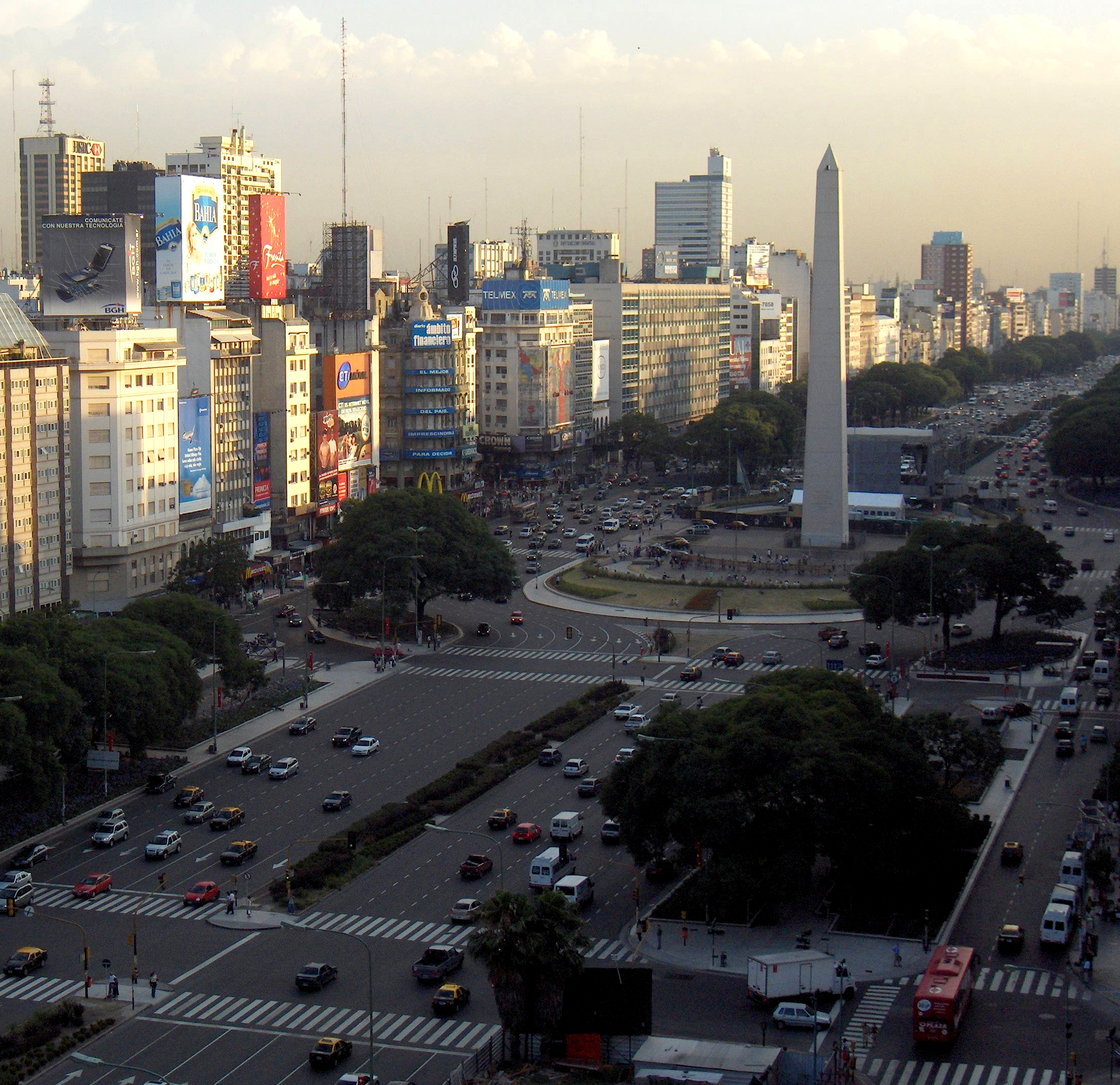
Buenos Aires, città dell'Argentina

### Definizioni
In genere, una città è composta da aree residenziali, zone industriali e commerciali e settori amministrativi che possono anche interessare una più ampia area geografica. La maggior parte dell'area di una città è occupata dal tessuto urbano (case, vie, strade); laghi, fiumi e aree verdi sono spesso minoritarie.
Il termine città può essere usato per una località urbana la cui popolazione è superiore a un dato limite o per una località urbana dominante su altre nella stessa area in termini economici, politici o culturali. Benché città sia adatto a una realtà comprendente aree suburbane e satellite, il termine non è adatto per indicare un agglomerato urbano di entità distinte né per indicare una più vasta "area metropolitana" composta da più città, in cui ognuna funge da centro per la propria parte.
Non esiste una definizione generale univoca di città nel mondo; per esempio in Italia lo status di città viene conferito dal capo dello Stato con un decreto, mentre quando l'America venne colonizzata, i nuovi abitanti diedero entusiasticamente il nome di "città" ai loro nuovi insediamenti, ritenendo che questi sarebbero un giorno diventati molto grandi. Ad esempio, Salt Lake City era un villaggio di 148 persone, che immediatamente pianificò un sistema stradale e fondò Great Salt Lake City. Un secolo e mezzo dopo, il villaggio ha raggiunto in effetti le dimensioni di una città.
Nel Regno Unito invece, una city è un comune che è noto come città da "tempo immemore", o che ha ricevuto lo status di città tramite statuto reale; il quale viene normalmente concesso in base alle dimensioni, all'importanza o a connessioni con la monarchia (indicatori tradizionali sono la presenza di una cattedrale o di una università). Alcune città sedi di cattedrale, per esempio St David's nel Galles, sono abbastanza piccole. Un sistema simile esisteva nei Paesi Bassi del Medioevo, dove un signore concedeva a degli insediamenti certi diritti (diritti cittadini) che altri invece non possedevano. Questi comprendevano il diritto di innalzare fortificazioni, tenere mercati o darsi una corte di giustizia.
La stessa prassi di attribuire il titolo di città anche a insediamenti piuttosto piccoli è giustificata in maniera generale da alcuni filoni di pensiero dell'urbanistica e della sociologia urbana secondo cui il titolo di città è subordinato non alle dimensioni dell'abitato o al numero di abitanti, bensì al verificarsi del cosiddetto "problema-città", ovvero al manifestarsi di un'esigenza o di un'opportunità di vita sociale comune, e di conseguenza al costituirsi di una comunità socialmente coesa. In tale senso sono da considerarsi città anche tutti i centri rurali, tutte le frazioni, tutti i paesi montani che possano dimostrare l'esistenza di una comunità radicata nel territorio che identifica il piccolo centro abitato come centro della vita sociale. Sono quindi città in questo senso anche tutti i centri di fondazione, anche se (inizialmente o definitivamente) caratterizzati da un perimetro urbano minimo e da una popolazione ridotta. Esempio di ciò sono le città fondate in epoca fascista sia in Italia sia nelle colonie italiane come Sabaudia, Latina, Portolago e altre. Il titolo di città attribuito con questo criterio è evidentemente sindacabile.

### Geografia e struttura
Le città hanno collocazioni geografiche diverse: spesso, infatti, sono sulla costa e hanno un porto, o sono situate nei pressi di un fiume, lago o mare, ottenendone un vantaggio economico. I trasporti mercantili su fiumi e mari erano (e in molti casi sono ancora) più economici e più efficienti del trasporto su strada su lunghe distanze.
In relazione alla posizione geografica che essa occupa svolge diverse funzioni, utili all'organizzazione del territorio in cui sorge. Ne individuiamo tre diverse tipologie:
Le funzioni economiche hanno l'obiettivo di sviluppare la città stessa, la regione e lo Stato in cui è situata, attraverso la produzione di prodotti che possono essere fruiti dai consumatori all'interno o all'esterno. Tali sono il risultato dell'industria, del commercio, del turismo e delle operazioni finanziarie volte quindi all'incremento del capitale. L'industria rappresenta l'elemento di maggiore sviluppo della città, in quanto contribuisce al suo sostentamento economico e soprattutto ne ha permesso la nascita intorno al XIX secolo. Il commercio, sin dall'antichità, è l'elemento che consente ai prodotti finiti di essere scambiati; la città è il cuore del consumo e della distribuzione non solo dei prodotti locali, ma anche di quelli importati. Il turismo invece, si è sviluppato particolarmente negli ultimi decenni, con l'aumento del benessere in tutti gli strati sociali. Questo fenomeno genera l'afflusso di un gran numero di persone all'interno della città, contribuendo alla crescita dell'economia urbana; al contempo svolge anche la funzione di produrre posti di lavoro. La funzione finanziaria è svolta principalmente dalle banche o altri istituti, che si occupano di investire o prestare capitale da reinserire all'interno del processo di produzione delle merci. La città può essere una leva economica tale che, secondo uno studio del professor Geoffrey West, al raddoppiare delle sue dimensioni, i salari generalmente aumentano del 15%.
Le funzioni sociali sono strettamente connesse alle economiche, ma si riferiscono all'amministrazione pubblica, all'istruzione e alla sanità. Allo stesso modo questi servizi possono essere fruiti all'interno e all'esterno della città. Tanto più coinvolgono un numero vasto di persone esterne alla città, tanto più ne aumentano il prestigio.
Le funzioni di irradiamento prevedono l'estensione all'interno e all'esterno della città di idee, stili di vita e novità, che formano, informano e trasformano il pensiero e l'azione della popolazione che subisce l'influenza della città.
I nuclei delle vecchie città europee, che non sono stati massicciamente ricostruiti, tendono ad avere centri cittadini dove le strade sono disposte in ordine sparso, senza un apparente piano strutturale. Questa è un'eredità di sviluppi organici e non pianificati. Oggi questa struttura viene tipicamente percepita dai turisti come curiosa e pittoresca.
La pianificazione delle città moderne ha visto molti schemi differenti su come l'agglomerato urbano debba apparire:
- A griglia (o scacchiera). È la struttura più comune, quasi una regola in parti degli Stati Uniti, e utilizzata per centinaia di anni in Cina.
Questo schema può avere molte varianti tra cui le maglie rettangolari, maglie triangolari, a strade parallele, a maglia esagonale
- Radiale. Molte strade convergono in un punto centrale, spesso effetto di crescite successive su un lungo periodo di tempo, con tracce concentriche di mura cittadine e cittadelle, a cui recentemente si sono aggiunte tangenziali che portano il traffico al di fuori del centro urbano.
Molte città olandesi sono strutturate in questo modo: una piazza centrale circondata da canali concentrici, dove ogni espansione della città implica una nuova cerchia (canali e mura cittadine). In città come Amsterdam e Haarlem questa struttura è ancora chiaramente visibile.
- Assiale (o lineare). Si ha quando questa città si sviluppa lungo una strada e assume una forma stretta e lunga.

## Storia delle città

### Età antica

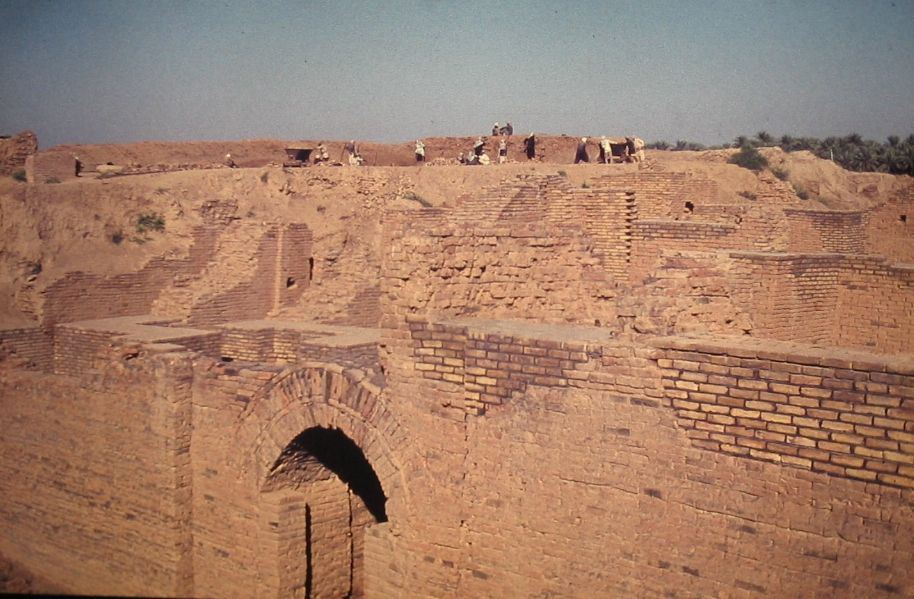
Rovine di Babilonia

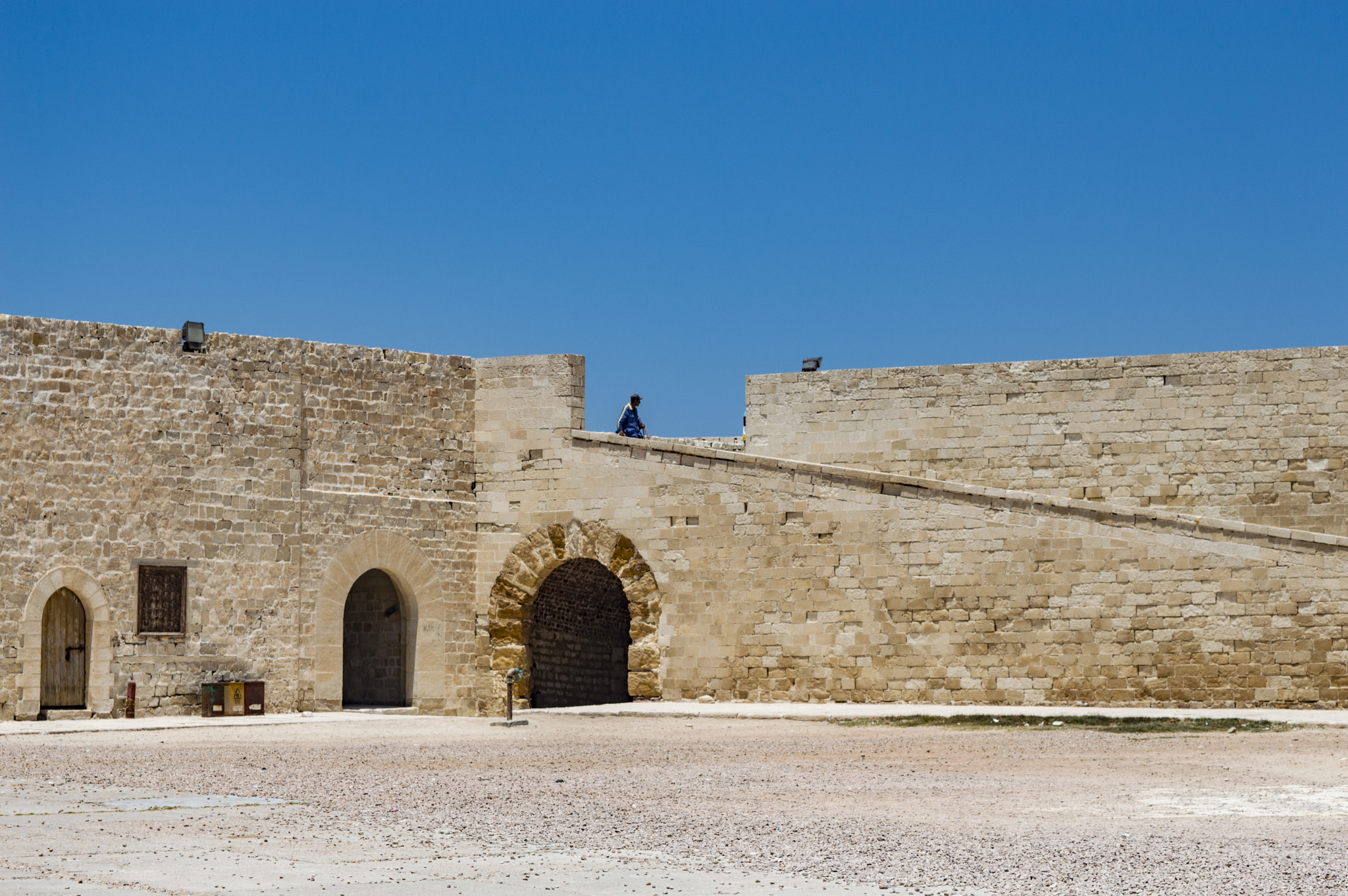
Alessandria d'Egitto

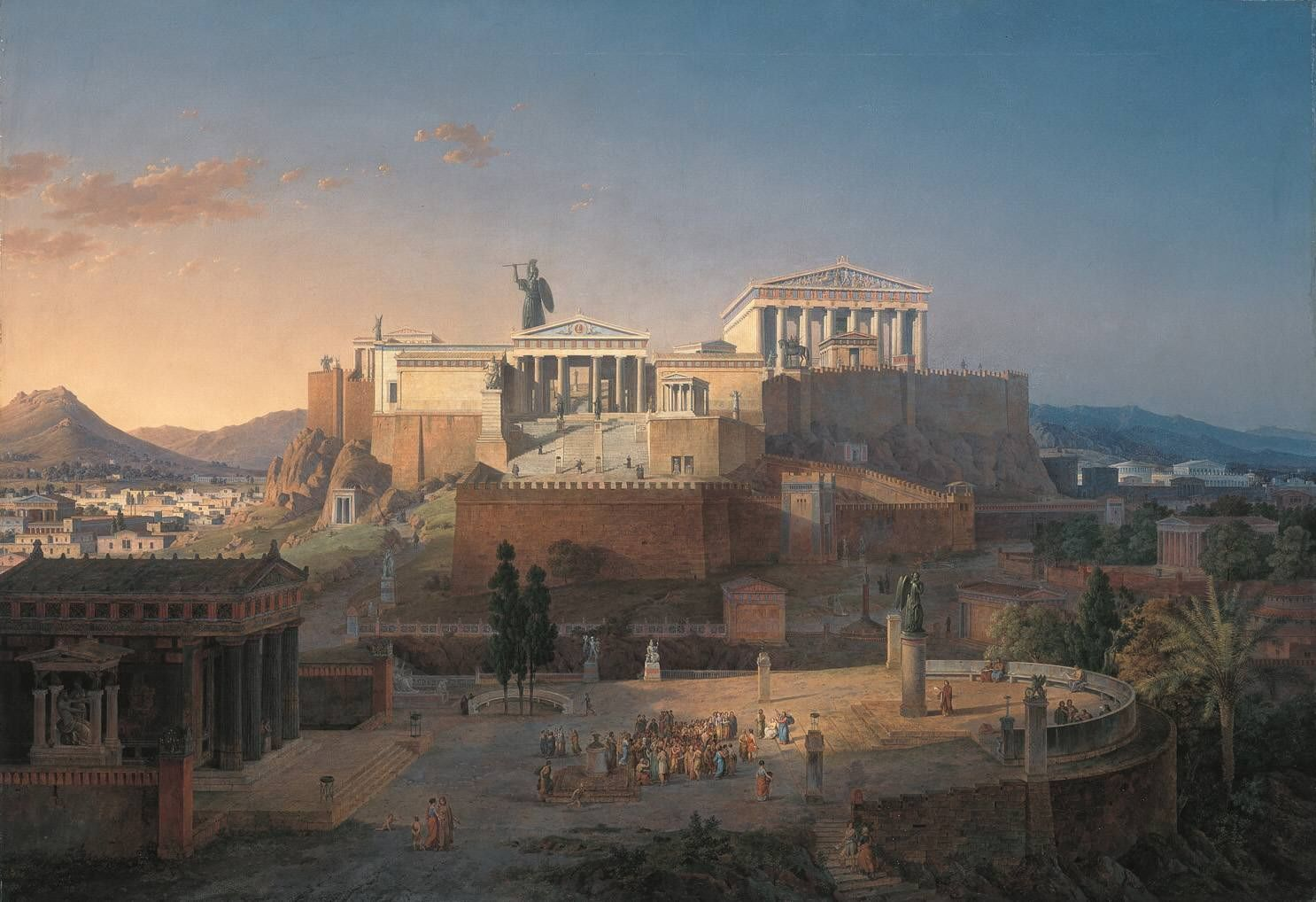
Acropoli di Atene

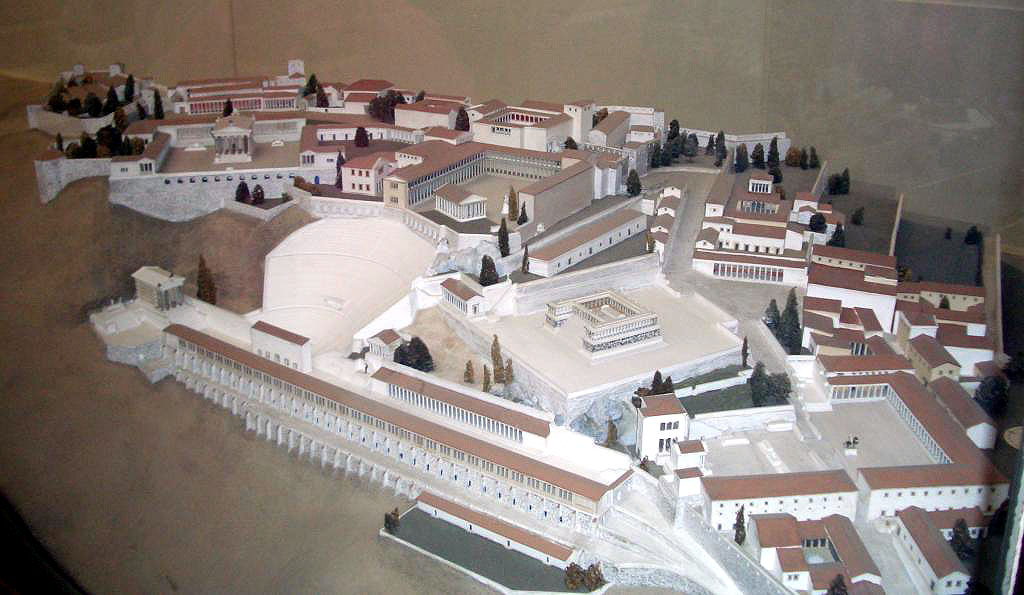
Modello di Pergamo

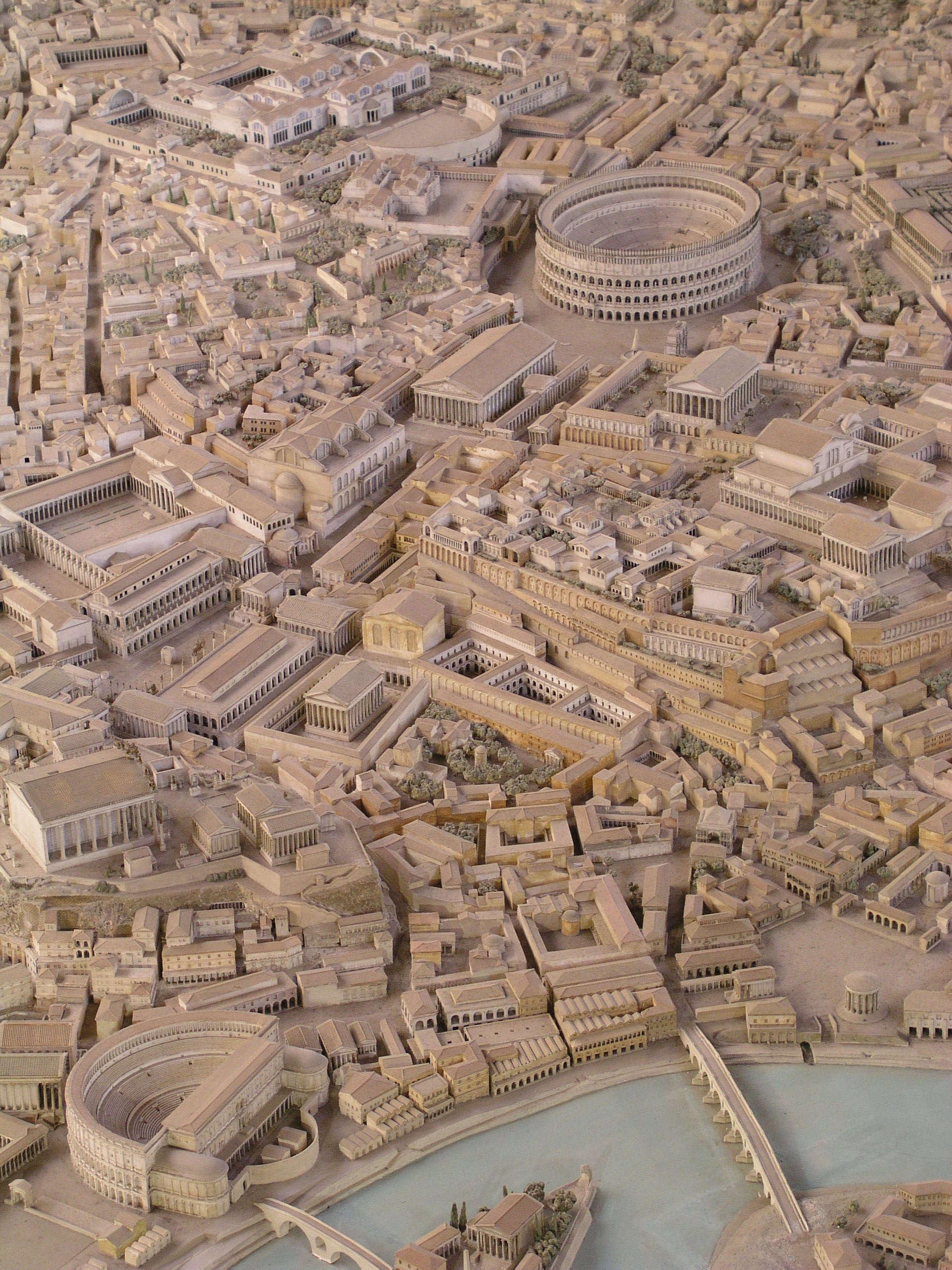
Ricostruzione di Roma antica ai tempi di Costantino

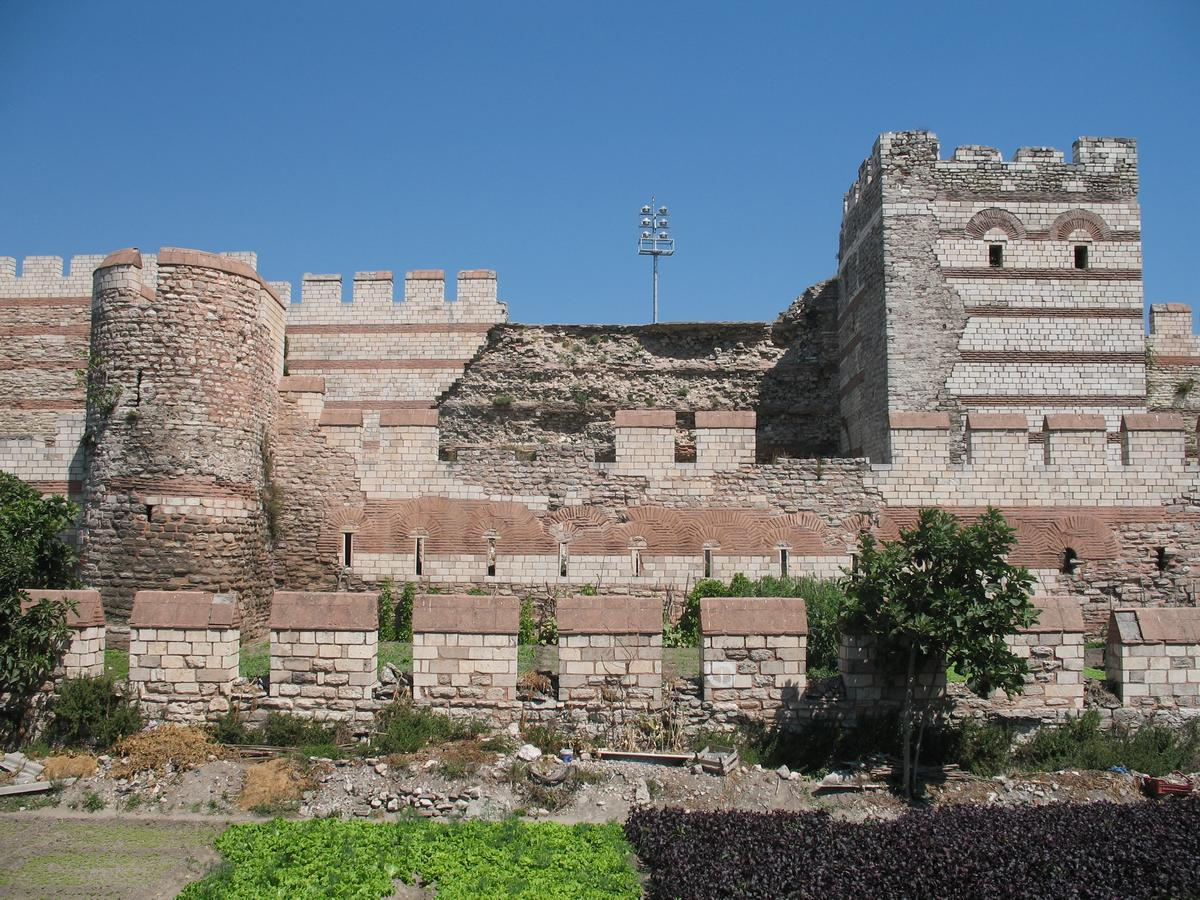
Mura antiche a Costantinopoli

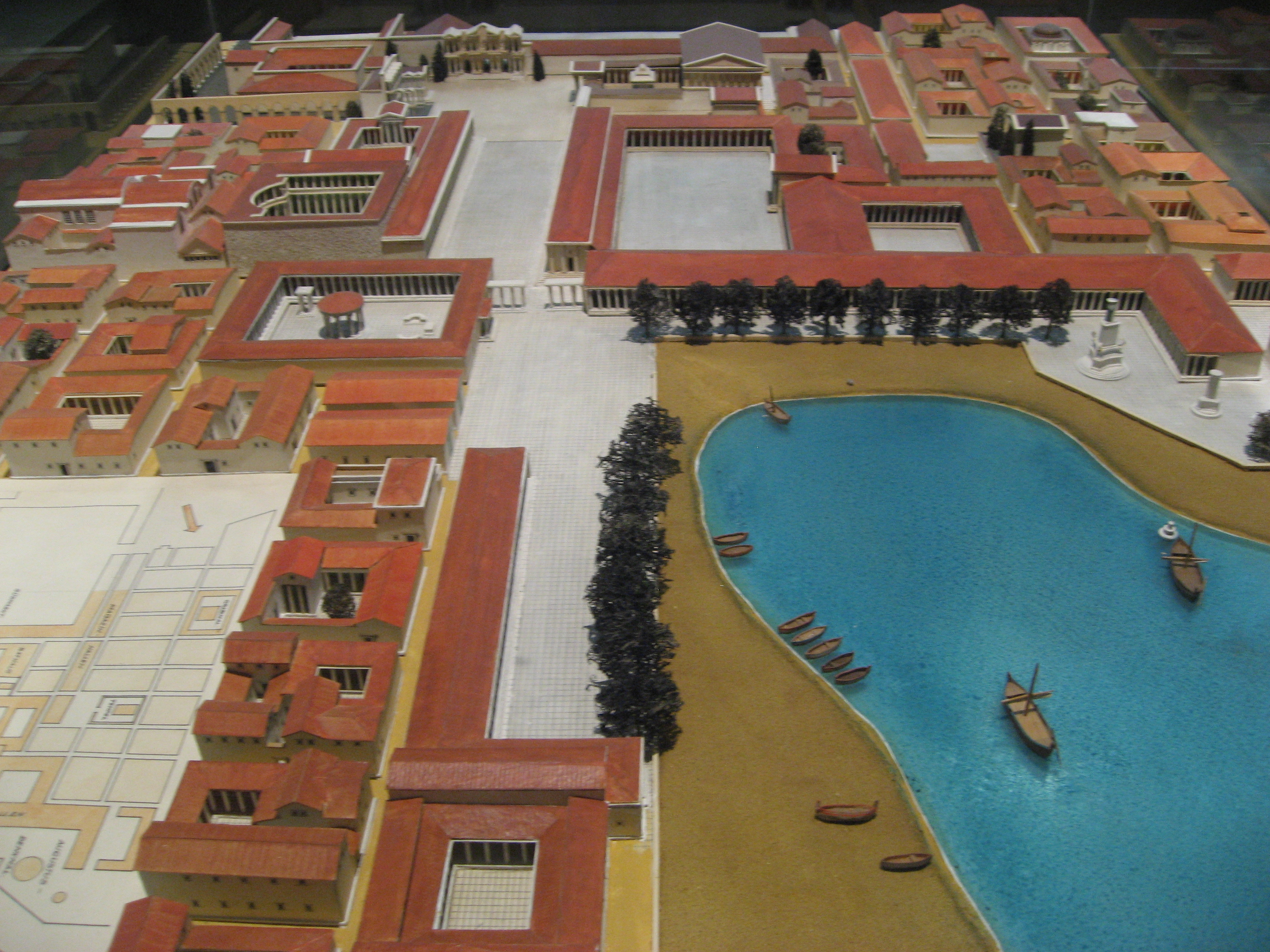
Mileto (ricostruzione)

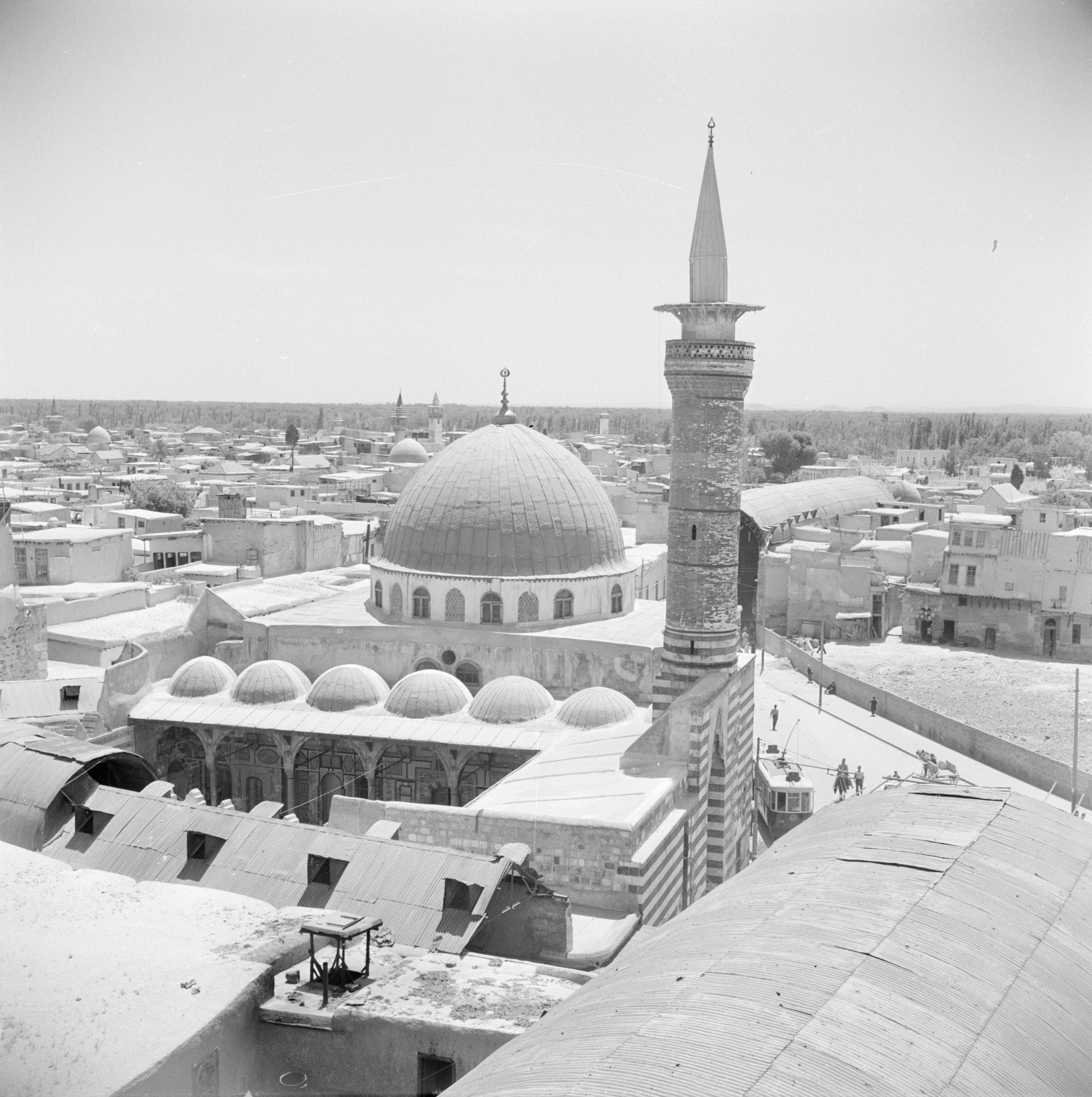
Damasco

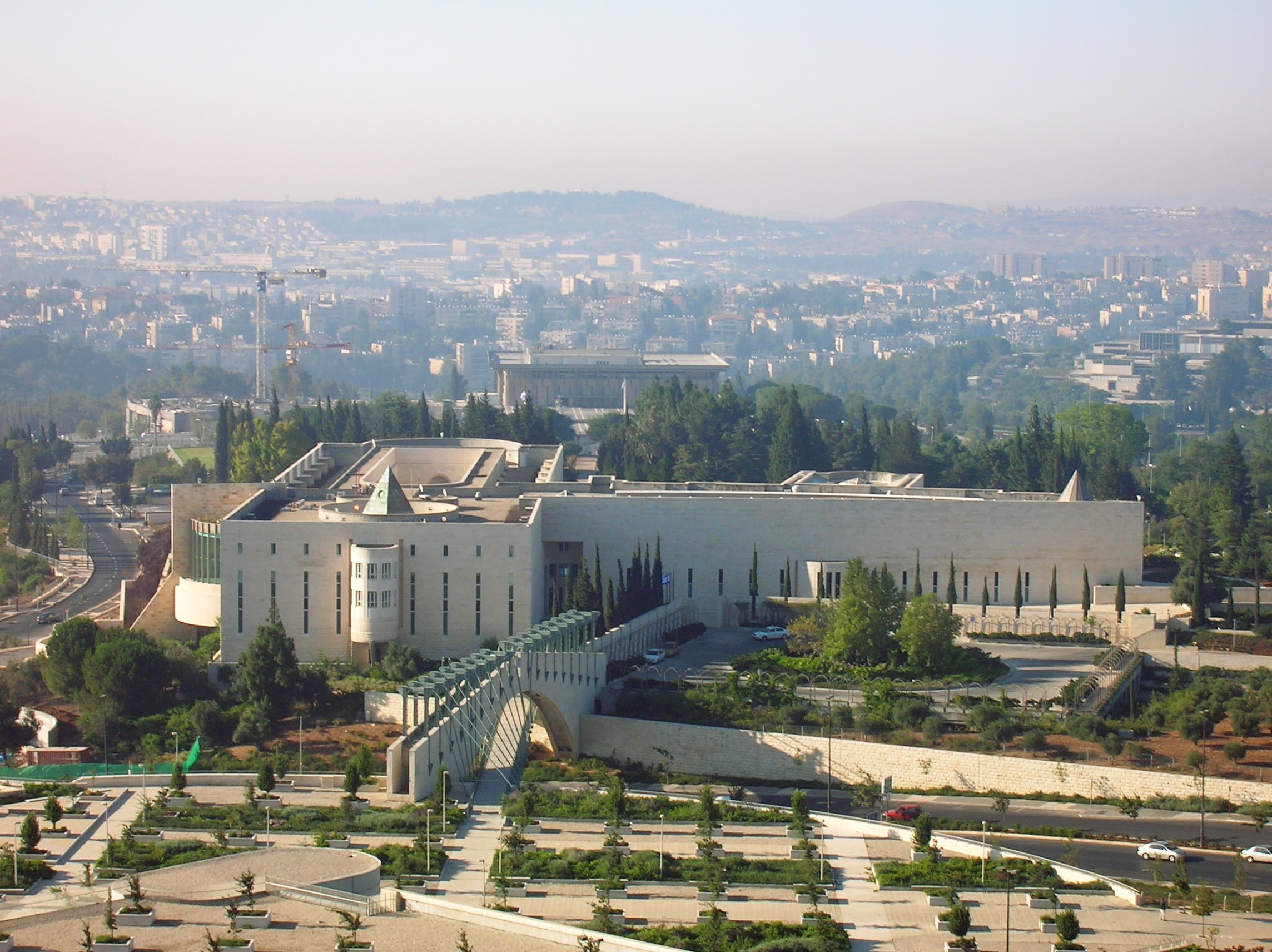
Gerusalemme

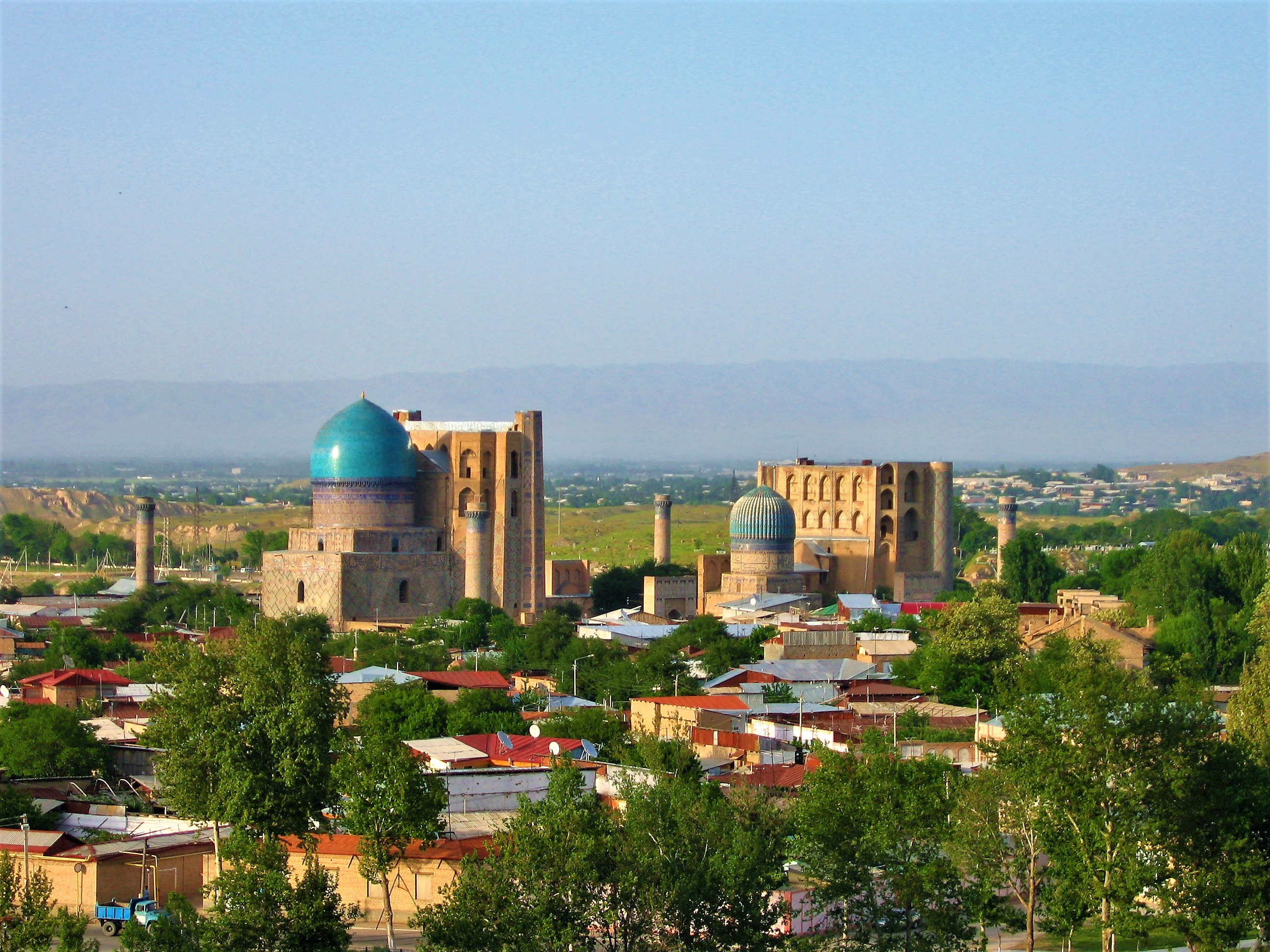
Samarcanda

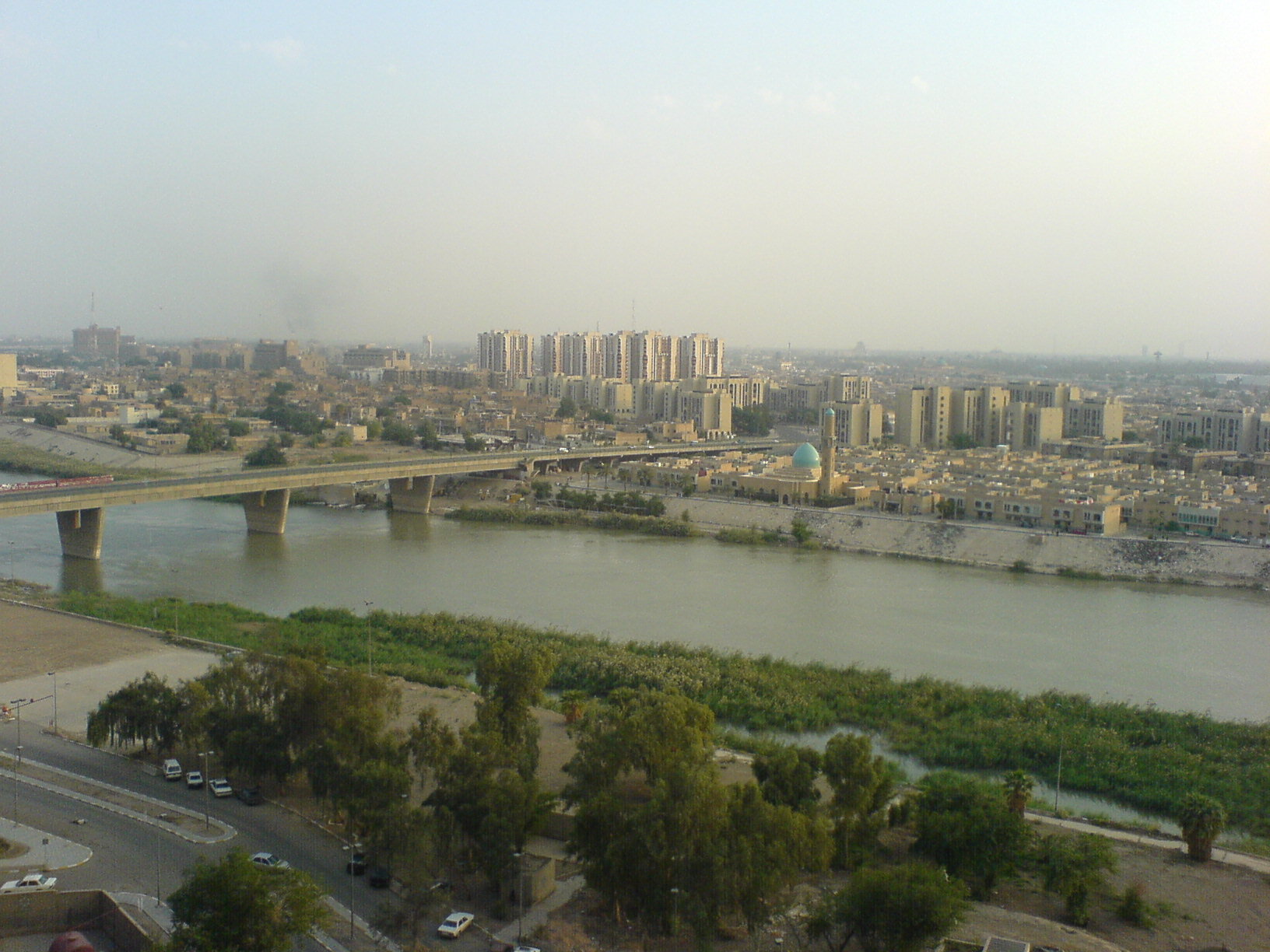
Baghdad

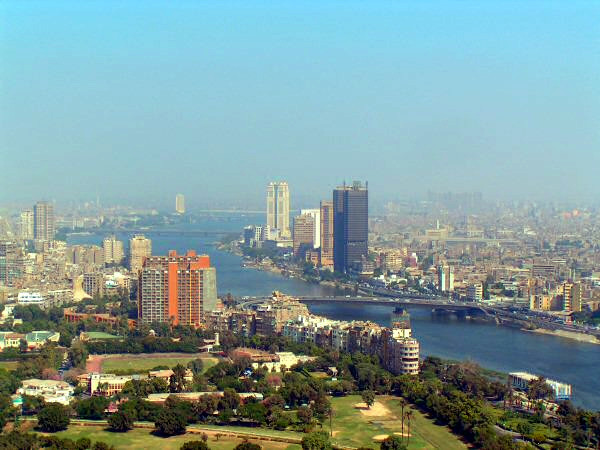
Il Cairo

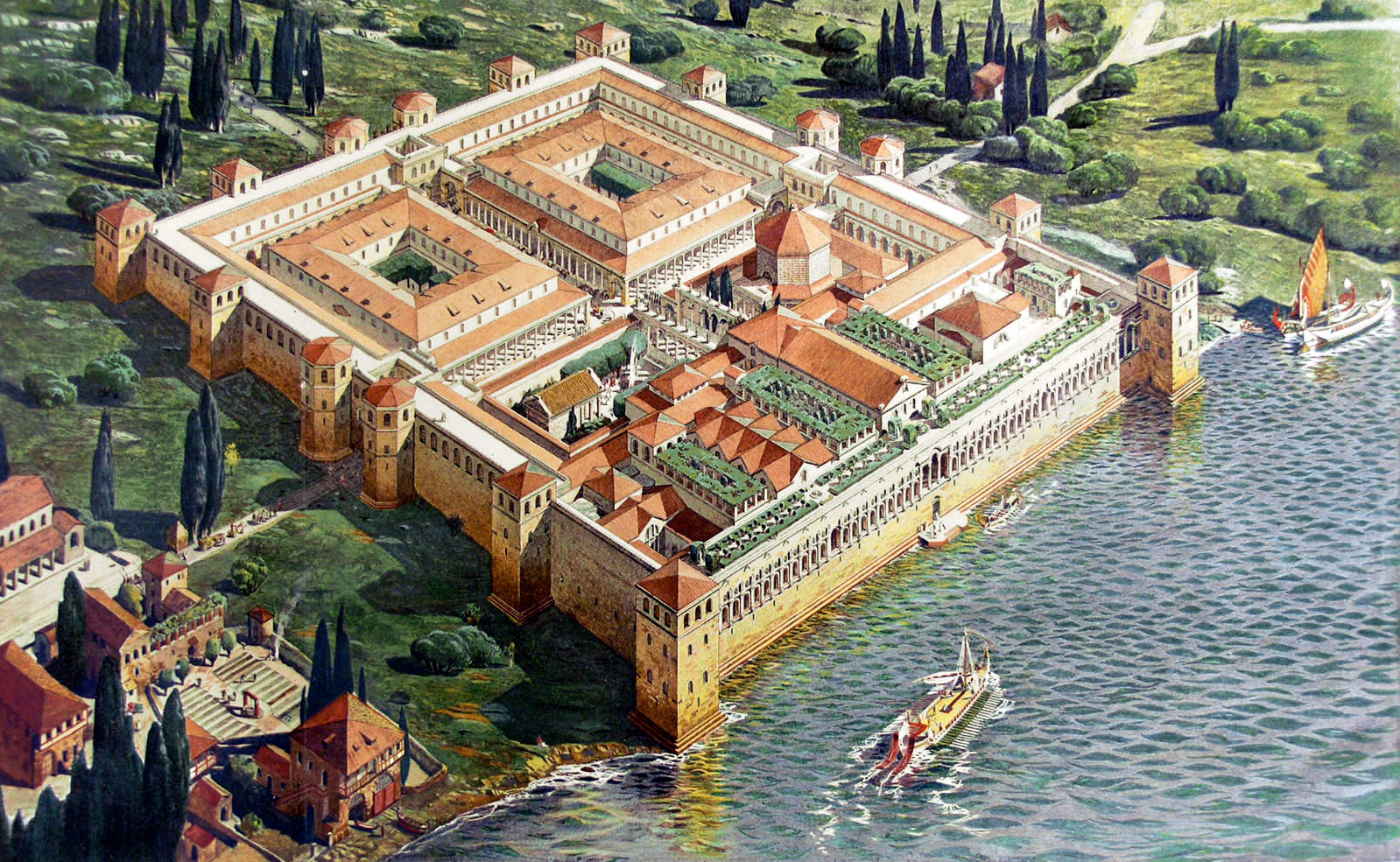
Spalato

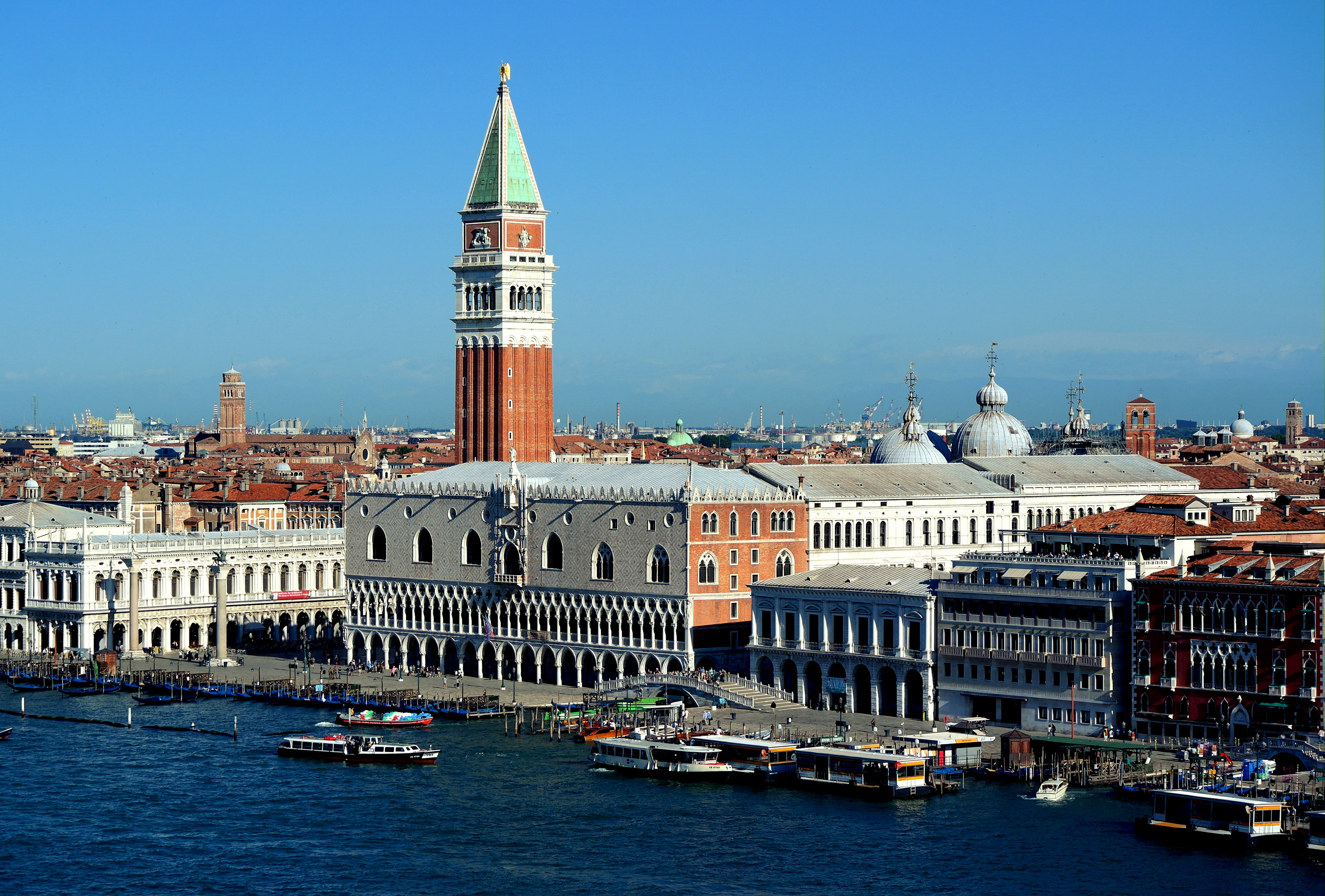
Venezia

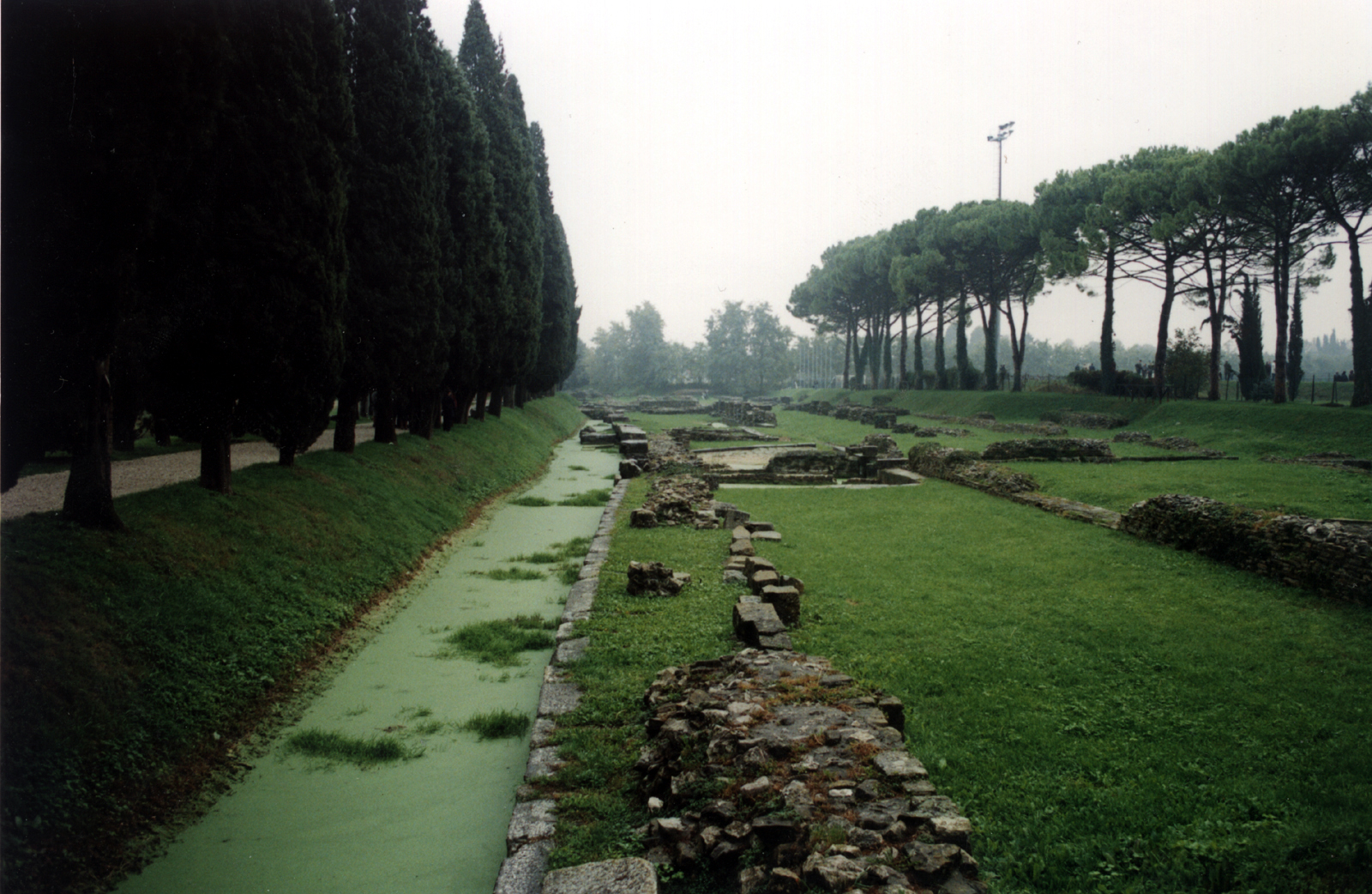
Aquileia

Città e cittadine hanno una lunga storia, sebbene ci siano diverse opinioni riguardo ai casi in cui un certo particolare insediamento antico possa essere considerato una città. Le prime vere città sono a volte indicate come grandi insediamenti nei quali gli abitanti non si limitavano a coltivare le terre circostanti, ma cominciavano ad avere occupazioni specializzate, e nelle quali il commercio, l'immagazzinamento dei cibi e il potere erano centralizzati. Le società basate sulla vita nelle città vengono spesso chiamate civiltà.
Secondo questa definizione, le prime città di cui abbiamo notizia erano situate in Mesopotamia, come Uruk e Ur, o lungo il Nilo, la vallata dell'Indo e la Cina. Prima di queste sono rari gli insediamenti che raggiungessero dimensioni significative, sebbene ci siano eccezioni come Gerico, Çatal höyük e Mehrgarh. Le prime città si sviluppano, quindi, in zone fertili, lungo grandi fiumi e vaste pianure agricole o in punti che costituiscono passaggi obbligati delle vie commerciali.
L'insediamento urbano più antico di cui finora siano state ritrovate le tracce risale all'8000 a.C., ben 4 500 anni prima dello sviluppo delle grandi civiltà fluviali in Mesopotamia ed Egitto. Si tratta della città di Gerico nelle vicinanze del Mar Morto, probabilmente sorta grazie alle attività mercantili collegate allo sfruttamento del sale e dei minerali della zona. Le possenti mura e i resti di una torre testimoniano una volontà difensiva che permette di collocare la città in un complesso sistema di rapporti con il territorio circostante.
Il primo centro urbano di cui restano tracce consistenti è Çatalhöyük, nell'odierna Turchia (6000 a.C.): un agglomerato ordinato di piccole case in mattoni che ricopre un'intera collina. I vicini giacimenti di ossidiana (una roccia vulcanica usata fin dalla Preistoria per oggetti appuntiti o taglienti) fanno pensare che la cittadina controllasse l'estrazione e la lavorazione di questa sostanza. Pitture e rilievi murali ci restituiscono aspetti importanti della cultura degli abitanti: cacciatori, avvolti in pelli di leopardo, inseguono le loro prede; enormi avvoltoi si cibano delle teste dei cadaveri; imponenti leopardi stilizzati dominano le pareti, proteggendo così la città e propiziando la caccia; complesse e coloratissime decorazioni geometriche abbelliscono gli interni. Ritroviamo insomma in embrione gli elementi costitutivi di ogni civiltà urbana: diversificazione produttiva (agricoltura, caccia, commercio), presenza di attività specializzate (pittori), valore polifunzionale (nucleo abitativo, santuario, magazzino). Non esiste però ancora una vera concezione dello "spazio urbano": le case sono costruite l'una sull'altra, mancano le strade, la città non si divide in "zone funzionali" dedicate in modo esclusivo al culto o ai commerci o alla vita comunitaria. Per ritrovare questi elementi bisogna attendere la formazione di una società più complessa.
Lo sfruttamento agricolo della pianura mesopotamica crea gradualmente queste condizioni. Dal 3500 a.C. prende avvio una prima fase di urbanizzazione, che vede la città di Uruk al centro di un'intensa opera di organizzazione del territorio: la ricchezza accumulata con la produzione agricola permette di avviare scambi con altri centri produttori di materie prime e di sostentare una classe di persone che organizzi il potere della città sul territorio circostante (soldati, fabbri, contabili, artigiani, ingegneri). In breve si costituisce una rete di piccole città dipendenti da centri più importanti: gli stessi rapporti gerarchici che si formano all'interno delle città si ricreano fra città e città. I centri urbani s'ingrandiscono e presentano elementi sempre nuovi e differenti. Alte mura difendono gli abitanti e, soprattutto, le riserve di cibo, mentre le zone residenziali si separano dagli edifici centrali (templi e palazzi). Nel palazzo del re sono concentrate le attività direttive: scribi e funzionari registrano il traffico delle merci e organizzano l'attività produttiva e commerciale. La molteplicità delle funzioni direttive fa sì che il palazzo reale rappresenti l'edificio più vasto della città: la sua imponenza serve anche a mostrare la forza e la ricchezza del gruppo dirigente. Talvolta, come nella fase più antica di Uruk, è il tempio (e non il palazzo reale) a ricoprire un ruolo direttivo: riccamente decorato, è costruito di solito in posizione elevata, simbolicamente più vicino agli dei.
Lo spazio urbano comincia a essere concepito nella sua unitarietà e specificità: la città non è più un insieme casuale di edifici, ma una struttura ordinata. Lo sviluppo delle tecniche architettoniche, ingegneristiche e contabili si accompagna a uno sviluppo della capacità di "pensare" la città. A questo proposito, è stata ritrovata una tavoletta d'argilla del 3000 a.C. Con la piantina dell'aggregato sumerico di Nippur, dove sono riconoscibili con chiarezza il corso del fiume Eufrate, il tempio e i canali artificiali. Nella valle dell'Indo il primo centro urbano importante si sviluppa intorno al 2500 a.C.: Mohenjo-daro si presenta come un grande centro amministrativo (la popolazione raggiunse i 40 000 abitanti) dotato di terme, magazzini e fognature. Le abitazioni sono a due piani, spesso con pozzi e bagni privati. È forse la prima città moderna, con una struttura ordinata e soluzioni ingegneristiche d'avanguardia, che ritroveremo solo nei centri romani più grandi e più ricchi (Roma e Pompei) o alcuni millenni dopo: a Parigi il sistema fognario verrà costruito nel 1854 e a Londra nel 1859.
La civiltà greca elabora gradualmente il modello mesopotamico delle "città dei palazzi", ma in una dimensione più contenuta: piccoli centri fortificati proteggono un'area limitata di territorio e si configurano essenzialmente come strutture di difesa per le scorte alimentari. Solo in epoche recenti, vale a dire nei secoli VIII-VI a.C., si assiste a un cambiamento. I villaggi tendono a riunirsi in centri urbani e le piccole città-fortezza si trasformano in organismi complessi e socialmente stratificati che controllano aree più vaste del territorio circostante.
L'area sacra, generalmente situata nella parte più alta della città, si sostituisce alla reggia-forziere delle epoche arcaiche, pur mantenendo una funzione di cittadella fortificata. Nell'area urbana si localizza una zona dedicata alle attività commerciali e alla vita politica comunitaria. Lo sviluppo delle attività mercantili e marinare rende centrale la funzione del porto: Atene, sorta in una vasta pianura e originariamente centro di produzione agricolo, ingloba, con la costruzione di lunghe mura, il porto di cui poi specializza l'attività suddividendolo in un'area commerciale e in una militare. Caratteristica è l'esistenza di "città sacre", come Delfi, costituite pressoché esclusivamente da edifici di culto, ma al centro di fertili zone agricole a disposizione della casta sacerdotale che le abita. Lo sviluppo dei nuclei urbani con la conseguente crescita demografica, le necessità di intensificare gli scambi e di controllare le rotte commerciali e le zone ricche di materie prime portano alla creazione di "colonie" d'oltremare lungo tutte le coste del Mediterraneo. Così il modello urbano e abitativo greco si diffonde su ampia scala (spesso mantenendo precise caratteristiche architettoniche della città madre) influenzando e caratterizzando, secondo una cultura comune, la struttura e il gusto urbano di luoghi lontanissimi fra loro: Pergamo, Alessandria, la Magna Grecia e le coste spagnole.
Allo sviluppo urbano si accompagna una profonda riflessione teorica sul ruolo e sulla funzione politica della città (di cui si occupano i due massimi filosofi Platone e Aristotele) che si ripercuote anche nelle concezioni urbanistiche. L'architetto Ippodamo da Mileto, collaboratore di Pericle, V secolo a.C., teorizza una città ideale di diecimila uomini, divisa in tre classi (artigiani, agricoltori, difensori) e situata al centro di un territorio suddiviso in tre parti che devono rispettivamente sostentarle. Ippodamo immagina una città costruita secondo un piano preciso, in cui gli isolati, il loro orientamento e anche l'eventuale sviluppo del nucleo urbano sono precisamente regolati. La tradizione lo vuole inventore della città a pianta ortogonale divisa per aree funzionali, come Mileto e Priene. La prima presenta una grande piazza pubblica al centro dell'abitato, circondata dagli edifici amministrativi e contigua all'area dei santuari, e due mercati in prossimità dei porti, uno vicino alla piazza, l'altro all'area sacra. La seconda, disposta su quattro terrazze, unisce allo schema ippodameo il senso scenografico della tipica città dell'Asia minore: le diverse aree funzionali sono disposte su livelli differenti.
La città è ormai articolata in un complesso sistema di edifici e spazi pubblici e privati, dove ginnasio, stadio, teatro, templi, santuari e biblioteche diventano elementi imprescindibili e testimoniano la sua ricchezza e la vitalità. Senso scenografico, funzionalità, innovazioni architettoniche di Pergamo (che fu detta la più bella delle città antiche) costituiscono un modello che influenzerà anche la Roma repubblicana ispirando lo sviluppo delle grandi città di epoca imperiale.
La crescita degli imperi antichi e medioevali condusse a capitali o sedi delle amministrazioni provinciali ancora più grandi: Roma, con oltre un milione e mezzo di abitanti nel II secolo, la sua emula orientale Costantinopoli, e le successive cinesi e indiane si avvicinarono al mezzo milione di abitanti o lo superarono. Allo stesso modo, anche in altre aree emersero grandi centri amministrativi e cerimoniali, sebbene a scala minore. Fino agli anni 250-280 le città erano aperte e si fondevano con la campagna, ma in seguito alle invasioni barbariche si contrassero chiudendosi entro mura. Tra l'895 e il 955 una seconda ondata di invasioni, stavolta ungare, convinse a rafforzare le mura e i castelli.
Durante i secoli d'oro dell'Impero romano, la complessa stratificazione sociale, la specializzazione artigianale, i surplus economici accumulati con lo sfruttamento di enormi territori agricoli, i ricchi commerci transmediterranei e l'impiego sistematico del lavoro degli schiavi permettono di realizzare grandiosi opere pubbliche e di abbellire le città con opere d'arte di ogni tipo. Roma, capitale dell'Impero, raggiunge un milione di abitanti e si arricchisce rapidamente di edifici e strutture grandiose, come il Circo Massimo, l'Anfiteatro Flavio, le Terme di Caracalla o i tredici acquedotti che riforniscono la città. La residenza imperiale assume per ricchezza o complessità i connotati di una città nella città.
Caratteristica della città romana è l'attenzione monumentale al foro, spazio commerciale e politico, luogo di incontro dell'intera comunità e "vetrina" di tutto l'impero. Gli imperatori Cesare, Augusto, Nerone, Nerva allargano e completano di volta in volta l'area del foro con templi e ampi porticati a colonna. Traiano dà la sistemazione definitiva costruendo un complesso e omogeneo sistema di spazi pubblici (foro, basilica e biblioteca), commerciali (mercato) e religiosi (tempio dell'imperatore) che culminano nell'esaltazione del proprio operato militare e dell'esercito (statua equestre dell'imperatore, colonna istoriata e fregi raffiguranti le vittoriose campagne militari intraprese).
Invece, gli imponenti archi trionfali che vengono eretti sulle vie principali delle più importanti città dell'impero celebrano il ritorno vittorioso di imperatori e generali: con la loro monumentale presenza devono testimoniare le ricchezze raccolte durante le campagne militari e ricordare, anche nelle città più lontane, la forza dell'esercito romano.
Nell'epoca tardoantica assistiamo al progressivo declino economico e politico delle principali città. La graduale perdita del controllo del Mediterraneo e dei possedimenti africani e spagnoli e il bisogno di ribadire il dominio sulle province germaniche e dalmatiche (dove più numerose sono le ribellioni, e cresce la minaccia dei sempre più consistenti movimenti migratori di popolazioni nomadi) portano a spostare l'asse dell'impero più a nord. Dopo mille anni Roma perde il ruolo di capitale, suddiviso ora fra quattro città: Treviri, Milano, Sirmio e Nicomedia diventano sedi delle corti imperiali e della burocrazia statale.
Il modello urbanistico su cui si sviluppano le nuove capitali non è innovativo: il palazzo imperiale, il foro, il circo, la zecca costituiscono il fulcro del tessuto urbano. La crisi economica e la preoccupazione per la situazione generale limitano però il carattere monumentale, accentuando invece l'aspetto familiare e difensivo. Diventano necessarie torri e mura, di cui pochi anni prima si era dotata la stessa Roma.
L'affermazione del cristianesimo e il suo riconoscimento ufficiale portano anche alla diffusione di nuovi luoghi di culto, molto diversi dai tradizionali templi romani. Le basiliche cristiane, che ereditano alcuni elementi strutturali dagli edifici pubblici romani, caratterizzano le nuove città fino a diventare un elemento centrale intorno a cui, nel Medioevo, il tessuto urbano tenderà a organizzarsi, così come accadeva nella città antica con la piazza del mercato e il foro. La basilica cristiana diventa anche simbolo del potere che la Chiesa assume in seno all'impero. In quest'epoca Milano assume un'importanza economica, nel contesto dei traffici commerciali con il Nord Europa, che manterrà per tutto il Medioevo.
La costruzione da parte dell'imperatore Costantino di una nuova capitale sul Bosforo, a cavallo tra Europa e Asia, ribadisce lo spostamento politico dell'impero verso un asse differente. La città, Costantinopoli, unisce a un grandioso apparato di difesa il tradizionale senso monumentale. Sappiamo che, per abbellire i palazzi e dare un'impressione di continuità storica e ideale con la tradizione di Roma, Costantino spogliò la vecchia capitale di marmi, arredi e monumenti dal forte valore simbolico. Giustiniano, per ribadire che Costantinopoli era la capitale cristiana dell'impero, vi fece erigere la grandiosa basilica di Santa Sofia, la cui cupola domina ancora la città.
La "Nuova Roma", come venne battezzata, divenne ricca e cosmopolita: infatti, all'originario nucleo di abitanti formato da funzionari e militari, prevalentemente di origine greca, si associarono ben presto politici e mercanti delle più svariate etnie e culture, fra cui slavi, germanici ed ebrei. Le vantaggiose condizioni fiscali e lo statuto particolare di cui Costantinopoli godeva ne assicurarono la fioritura artistica ed economica, facendone il nuovo crocevia dei commerci e della cultura.
La fine dell'impero e delle strutture di controllo territoriale, militare, burocratico ed economico a esso connesse, e l'insediamento stabile in Europa di popolazioni nomadi extraeuropee, estranee alla cultura romana, porta nel volgere di pochi secoli a un cambiamento radicale anche per le città. La civiltà classica vedeva nella città il fulcro della propria organizzazione politica e sociale; i nuovi popoli, invece, sono organizzati in tribù e hanno una struttura sociale meno diversificata di quella romana. Dopo il lento declino dell'epoca tardoantica dovuto sia al progressivo affievolirsi dell'intensità degli scambi commerciali a lunga distanza sia al minor controllo sulle campagne, da cui dipendeva la sua sussistenza, la città, nei secoli VI e VII, perde importanza. Prive di funzioni politiche e burocratiche precise, le città s'impoveriscono e vengono in parte abbandonate. Inoltre, senza una classe dirigente in grado di coordinare lavori di manutenzione, reperire fondi e materie prime e con la perdita di capacità tecniche e di funzioni artigianali specialistiche, le complesse strutture che caratterizzavano i centri romani (terme, acquedotti, condutture, strade, ponti) si deteriorano rapidamente cadendo in rovina. In molti casi si aggiungono saccheggi e distruzioni, per opera, spesso, degli stessi abitanti che tentano di recuperare materiale edilizio in una situazione di regressione o totale paralisi dei mercati e di irreperibilità delle materie prime. È questo il caso di Roma.
Dopo una lunga crisi politica, durante la quale la vecchia capitale poteva contare solo sulla presenza di un Senato senza precise prerogative, nel 410 viene saccheggiato dai Goti e la perdita della sua sacra inviolabilità conferma il disfacimento inarrestabile dell'impero. Solo nel secolo VII la città comincia a riorganizzarsi, grazie alla presenza della Chiesa che, nel vuoto politico, si definisce a poco a poco come la nuova forza in grado di restituirle il ruolo di capitale. La funzione assunta negli equilibri fra i vari Stati romano-barbarici assicura alla città un certo peso economico e politico, anche in virtù dell'importante patrimonio fondiario della Chiesa e della capillare rete di rapporti su cui poteva contare. La decadenza monumentale di Roma si accompagna così alla sua riorganizzazione come centro di potere: impoverita ma vitale.
Molte città costruite sul mare diventano, invece, insicure per il diffondersi della pirateria. D'altra parte la regressione degli scambi commerciali per mare, trasforma profondamente la loro struttura economica, tanto che si assiste spesso, anche per la perdita delle necessarie tecniche di manutenzione, all'insabbiamento di molti porti e a uno spostamento dei centri abitati verso l'interno o in zone più riparate. Venezia nasce invece dal movimento verso la costa – in una zona lagunare, quindi più protetta e meglio difendibile – delle popolazioni di Aquileia e della bizantina Ravenna, minacciate dall'avanzata longobarda. Non si può inoltre non menzionare la crisi demografica che colpisce l'Europa, causata da invasioni, guerre, pestilenze e carestie. Le città sopravvissute si riducono di estensione. Significativa è la sorte di Spalato, che si sviluppa all'interno dei resti del palazzo imperiale, di cui utilizza le mura come una cittadella adattando le preesistenti strutture alle nuove esigenze abitative. Ciò testimonia non solo la riduzione demografica ma anche i problemi di approvvigionamento dei materiali da costruzione.
L'aristocrazia, secondo una tendenza già in atto dal periodo tardo antico, si ritira nelle campagne per controllare meglio la produttività delle terre e difenderle da incursioni e razzie. La disgregazione di un'unità statuale e l'effettiva mancanza di un controllo forte dei nuovi regni frammenta il territorio in piccole unità di fatto indipendenti e scarsamente comunicanti, gravitanti intorno al castello dove risiede il signore. Vicino a questo nucleo si può formare un borgo o un villaggio in cui si concentrano le principali attività artigianali, essenzialmente al servizio del signore. Il castello all'occorrenza può ospitare al suo interno la popolazione contadina, fondamentale manodopera per le terre del signore.
La città mantiene invece un ruolo fondamentale nel mondo arabo, dove la fitta rete commerciale marittima e terrestre, che in gran parte di sostituisce a quella romana, resta imperniata sui nuclei urbani e sui suoi mercati. Molte città arabe si sviluppano su nuclei già importanti in epoca imperiale, vedi Alessandria, Damasco o Gerusalemme. Numerose sono anche le città di nuova fondazione, destinate per la loro ricchezza e vivacità a entrare rapidamente nell'immaginario della narrativa occidentale e del mondo mercantile, come Baghdad, Il Cairo o Samarcanda. Mantenendo l'aspetto formale di molte città dell'Oriente antico, questi centri si presentano come fitti agglomerati di case protetti da alte mura. Caratteristica la presenza di moschee, alle quali spesso sono collegate scuole coraniche; bagni pubblici e caravanserragli, luoghi di sosta per le carovane di mercanzie che si spostano da una città all'altra. Baghdad, a testimonianza della fioritura e dell'importanza di molte di queste città, nel secolo XII raggiunse probabilmente il milione di abitanti.

### Medioevo

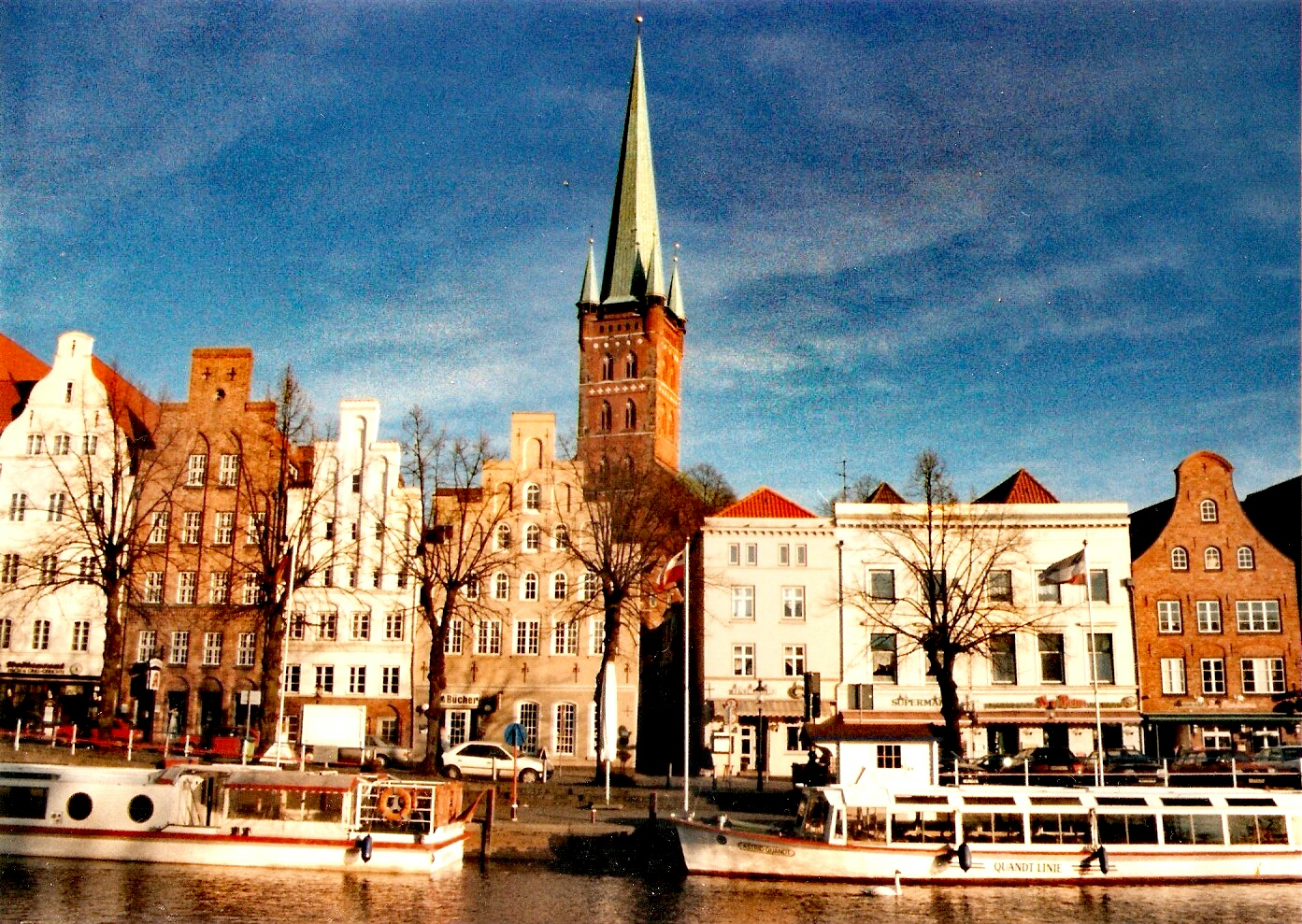
Lubecca

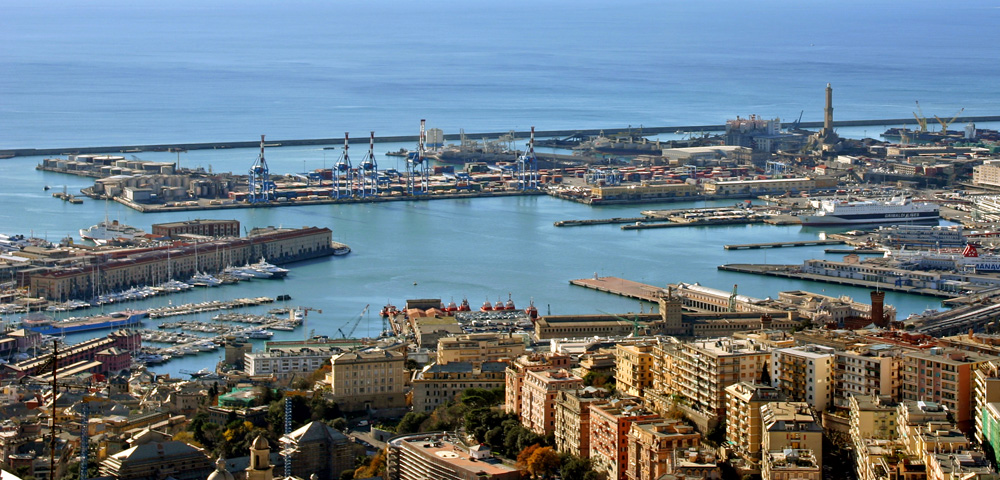
Genova

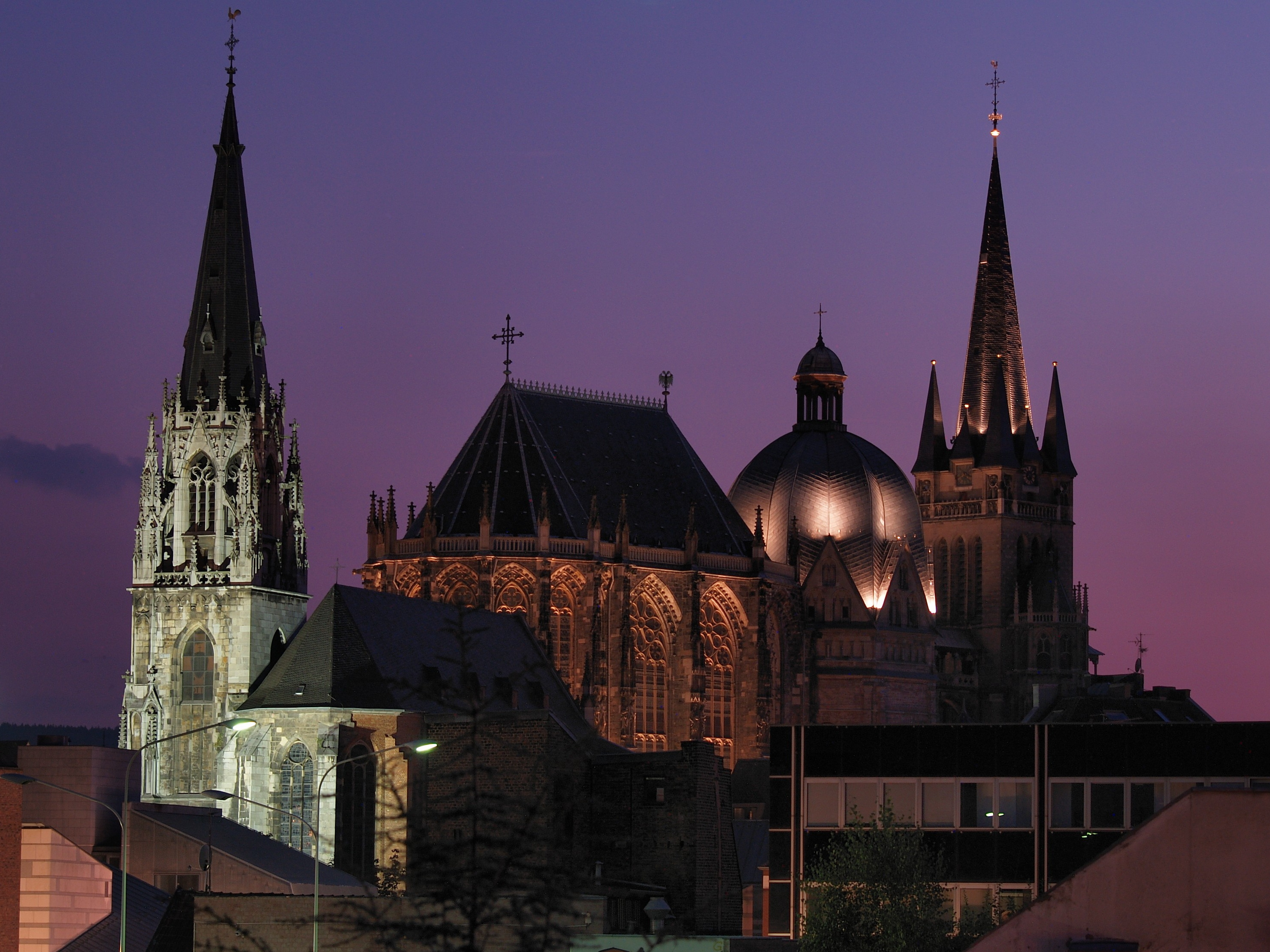
Aquisgrana

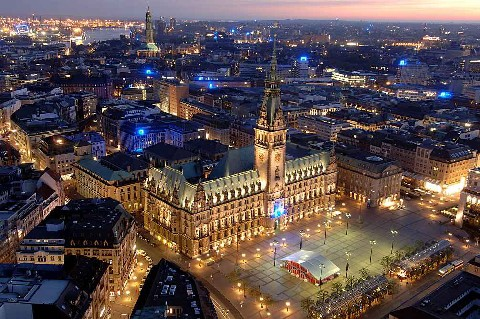
Amburgo

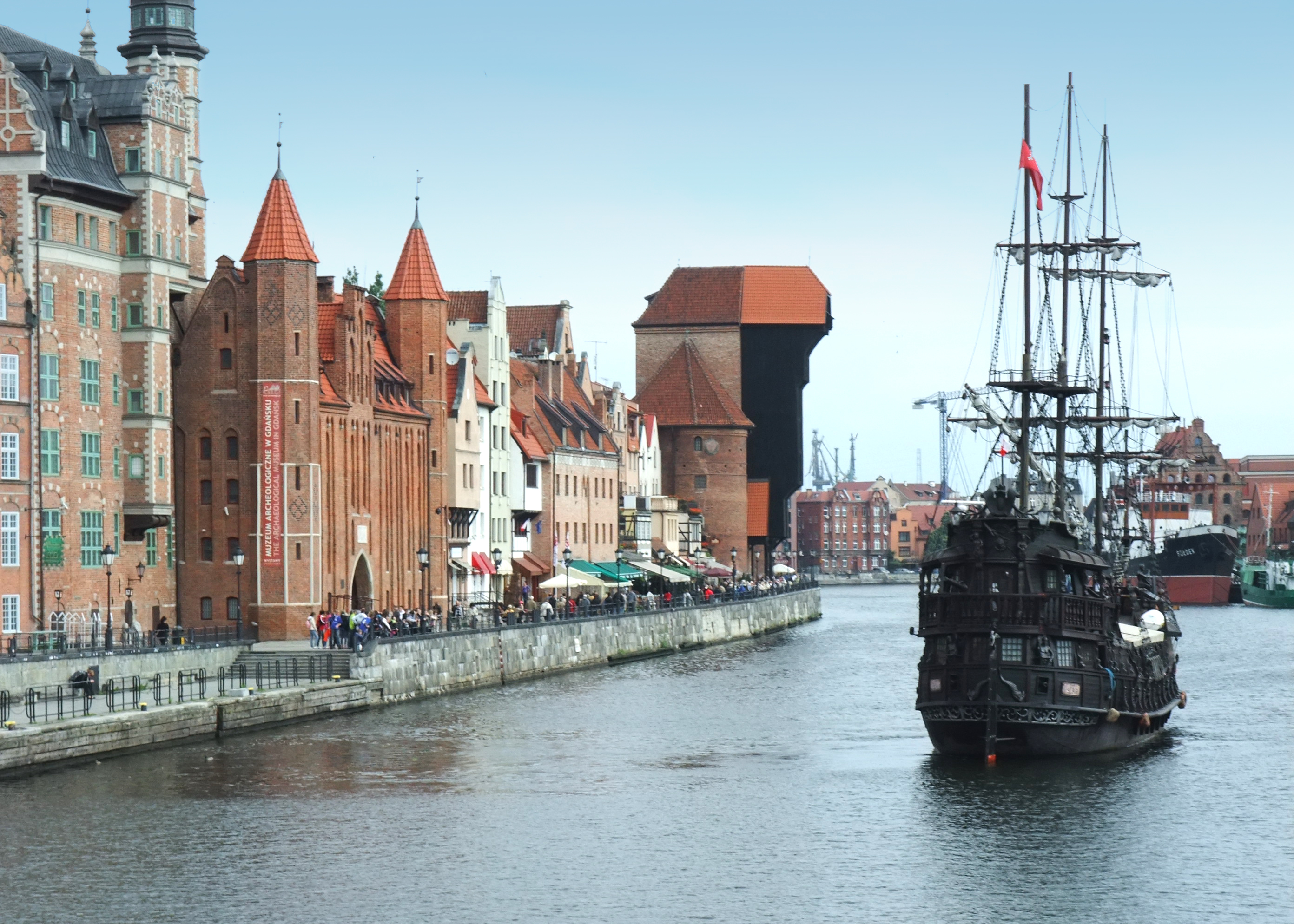
Danzica

Durante il Medioevo europeo, una città era tanto un'entità politica quanto una raccolta di case. La residenza cittadina portava alla libertà dai tradizionali doveri rurali verso il signore e verso la comunità: in Germania c'era il detto "Stadtluft macht frei" ("L'aria della città rende liberi"). Nell'Europa continentale non erano infrequenti le città con una loro propria legislazione, con le leggi cittadine che costituivano un codice separato da quello per le campagne, e il signore cittadino spesso differiva da quello del territorio circostante. Nel Sacro Romano Impero, cioè la Germania medioevale e l'Italia, alcune città non avevano altro signore che l'imperatore.
In casi eccezionali, come quelli di Venezia, Genova o Lubecca, le città stesse divennero Stati potenti, che a volte prendevano sotto il loro controllo le aree circostanti, oppure stabilivano estesi imperi marittimi, sebbene questo possa aver talvolta impedito il successivo sviluppo di un ampio Stato nazionale con la sua economia. Simili fenomeni si ripeterono anche altrove, come è il caso di Sakai, che godette di una considerevole autonomia nel Giappone tardo medioevale.
Nel corso del secolo IX, parallelamente alla formazione di grandi monarchie nazionali, alcune città diventano il centro di riferimento economico e burocratico delle nuove formazioni territoriali e si abbelliscono di palazzi, chiese e cattedrali monumentali grazie alla rinnovata fioritura economica (surplus economico; movimento di materiali e materie prime; tecniche artigianali diversificate), alla volontà dei sovrani di rendere tangibile la propria ricchezza e, nel caso di Aquisgrana, capitale del regno carolingio, di creare una città in grado di apparire ideale erede di Roma.
Prende allora avvio un processo di rinascita economica basata sull'affermazione graduale in tutta Europa del nuovo modello sociale e produttivo feudale che, a partire dal secolo X, accompagnato dalla crescita demografica spiegabile con le migliori condizioni di vita e la fine della grandi ondate migratorie e delle devastazioni a esse connesse, crea le condizioni per un nuovo fenomeno di urbanizzazione. Molte città, semi abbandonate o cadute in rovina, vengono ampliate, come mostrano le nuove cinta murarie, e si arricchiscono di botteghe artigiane, manifatture e nuove strutture, come i palazzi pubblici che fungono da sedi dei governi locali, il palazzo vescovile, gli spazi coperti per gli scambi commerciali, le sedi delle varie corporazioni di mestiere e delle compagnie mercantili e le banche.
Bologna, Parigi, Pavia e Napoli inaugurano centri di studio laici, le università, che testimoniano l'esigenza per le nuove realtà urbane e statuali di una burocrazia e di un ceto di specialisti preparati. Edifici pubblici, chiese e cattedrali imponenti necessitano del lavoro di abili maestranze e impiegano per le decorazioni materiali pregiati. La crescita di queste città, sostenuta dal forte incremento demografico, arrestato solo dalle epidemie del secolo XIV, è costante e spesso caotica e non permette pianificazione urbanistica, se non una parziale e non organizzata divisione in aree della città per arti e mestieri. Queste nuove città hanno uno sviluppo verticale e le abitazioni possono raggiungere parecchi piani di altezza. Nascono le case-torre delle famiglie aristocratiche, sorta di castello in città, come Bologna, Pavia e San Gimignano. Torri pubbliche, guglie e campanili dominano la città per fermare e mostrare la forza e la ricchezza di chi li ha eretti.
Lo sviluppo economico e la diversificazione delle attività produttive all'interno delle città e fra città diverse permette, nel corso del secolo XIII, il definitivo consolidamento in tutta Europa dell'esperienza urbana. Il tipo di città che si diffonde è destinato a restare pressoché immutato almeno fino alla rivoluzione industriale. Anche il territorio tende ad acquisire le caratteristiche morfologiche che si manterranno sino a tempo recenti, vale a dire l'organizzazione intorno ai centri abitati che tuttora persistono. Nell'Italia centrale si forma un sistema di città-Stato basato su un'economia di tipo prevalentemente mercantile, ma in ogni caso ben connessa al controllo agricolo del territorio circostante, che ricorda, anche per le esperienze di governo di tipo oligarchico allargato e talvolta comunitario, molte città-Stato del mondo antico. Firenze, Lucca, Pisa e Siena sono le protagoniste di questa fase storica.
Lo stesso fenomeno si sviluppa nell'Europa del Nord, dove si forma una vera e propria lega mercantile fra città del Mar Baltico e della Bassa Germania (cosiddette "anseatiche", perché già unite in una lega mercantile chiamata Hansa). Amburgo, Brema, Lubecca, Danzica e Riga animano una densissima rete di scambi commerciali che consolida lo sviluppo urbano di tutto il Nord Europa. Allo stesso modo si affermano città come Gand e Bruges nelle Fiandre, al centro di un'importante zona di produzione e lavorazione di tessuti pregiati, o come Troyes in Francia e Francoforte in Germania, sedi di note fiere commerciali. Il contenimento, grazie alle nuove monarchie nazionali, dell'espansione militare araba e l'interesse a stabilire contatti commerciali con quel mondo e, attraverso di esso, con i mercati orientali riaprono il Mediterraneo ai traffici europei, avviando il rilancio di molte città costiere. Amalfi, Genova, Pisa e Venezia ritornano a "colonizzare" il Mediterraneo, creando una rete commerciale di grande importanza e fondando nuovi centri. La ricchezza accumulata dalle classi dirigenti permette un notevole sviluppo artistico, come nel caso di Venezia o Pisa.

### Età moderna

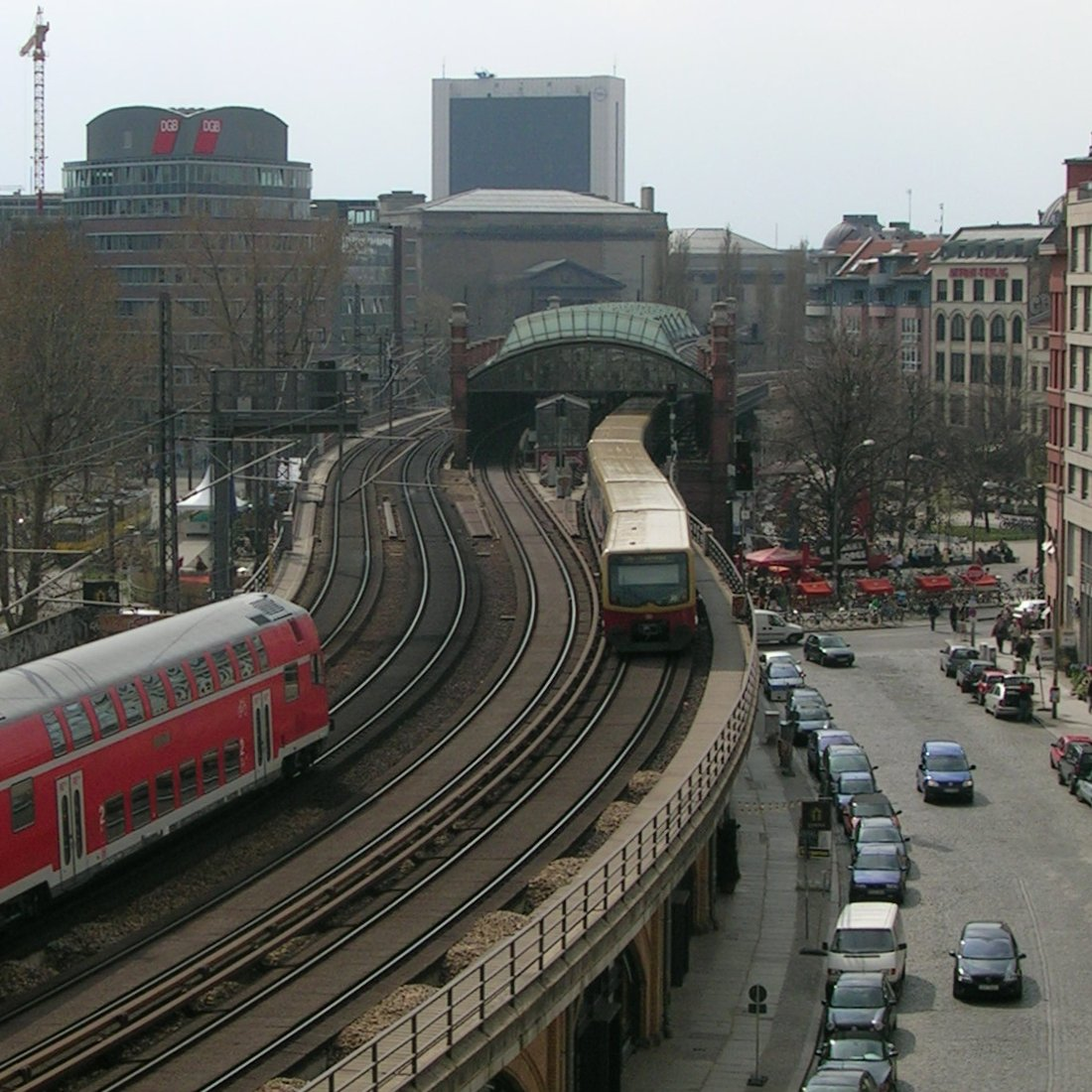
Berlino

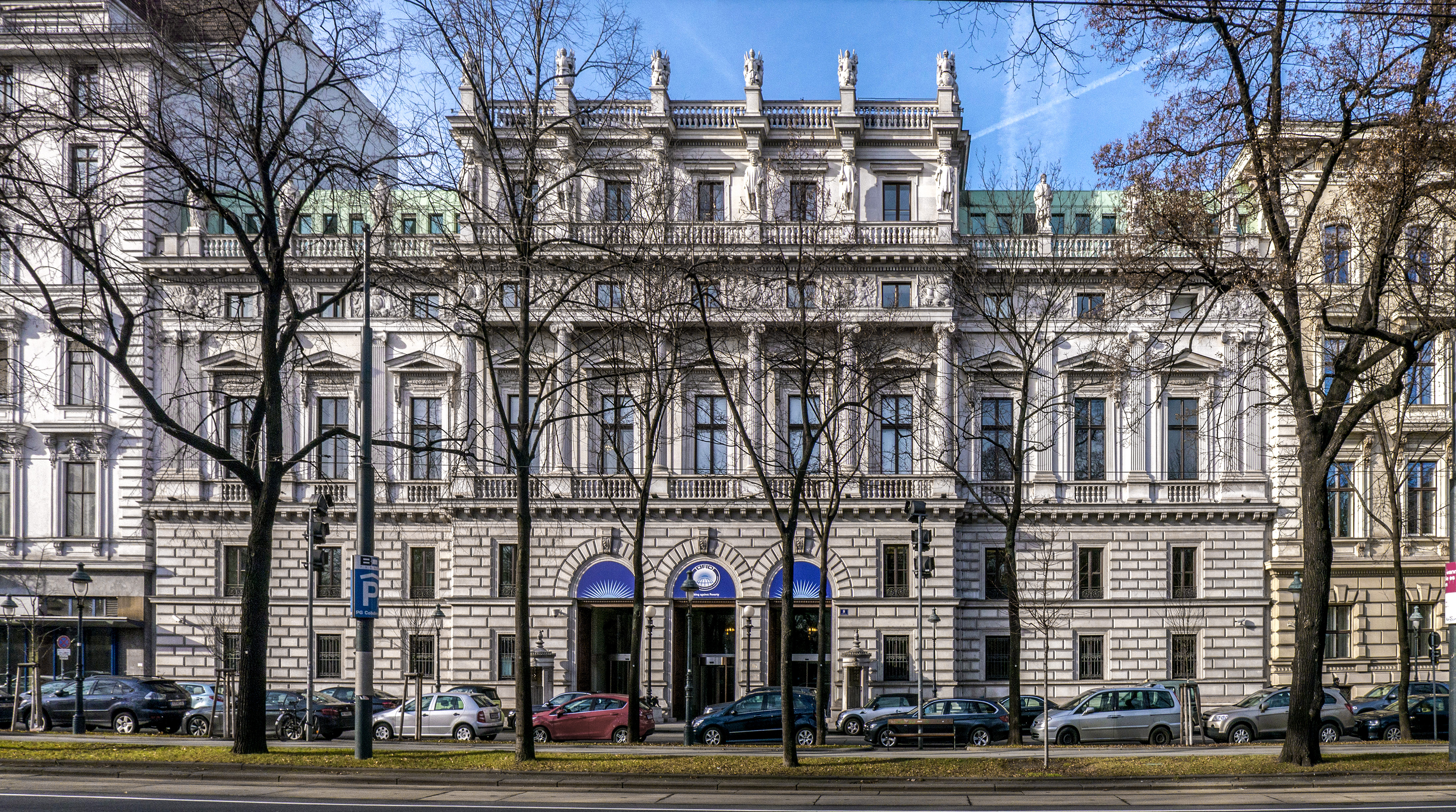
Vienna

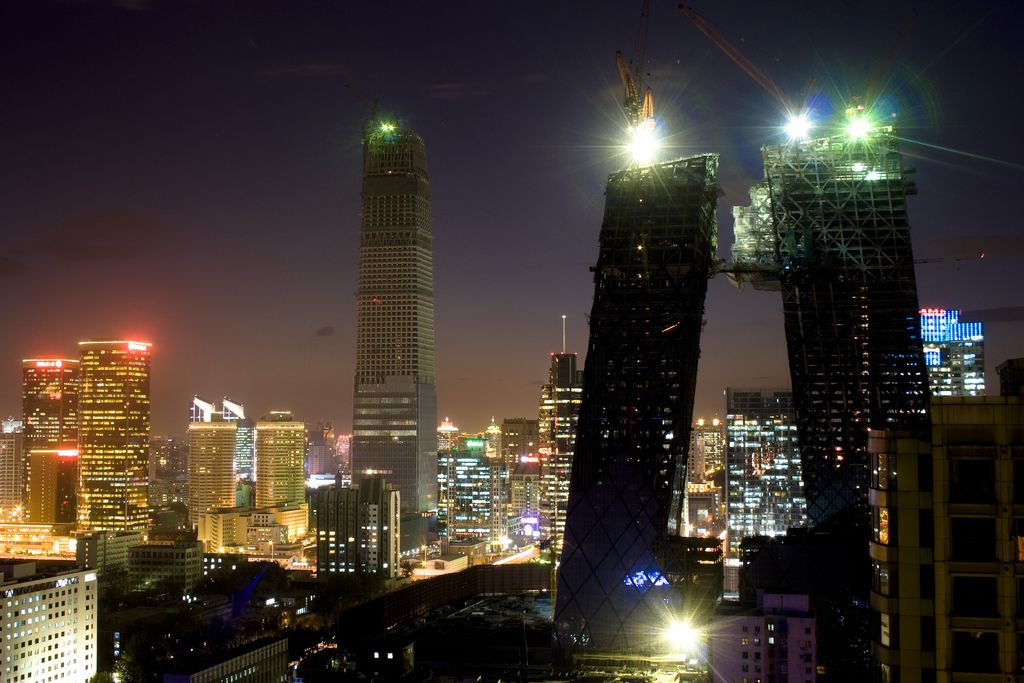
Pechino

La nascita della prospettiva rinascimentale in pittura, la rivoluzione copernicana e la scoperta delle Americhe hanno modificato la percezione dello spazio e del tempo della civiltà occidentale. Queste rivoluzioni scientifiche e artistiche hanno influito sullo sviluppo della modernità, soprattutto a partire dal XVIII secolo. L'espansione del capitalismo ha imposto una generalizzazione a livello mondiale di un unico sistema temporale, e una sua divisione precisa in ore e minuti, sia per poter definire univocamente gli orari e gli itinerari dei sistemi di trasporto, sia per poter uniformare la vita pubblica, sia anche per misurare esattamente le giornate lavorative. La correlata accelerazione dei processi produttivi, della tecnologia e della vita sociale ha trasformato anche gli spazi delle città, trasformando decisamente la natura delle relazioni sociali che in tali spazi si erano intessute. Il programma illuminista in senso ampio aspira a una geometrizzazione sempre più spinta degli spazi, e queste ha conseguenze di importanza capitale anche nel modo in cui gli Stati nazionali moderni si autorappresentano: in particolare, sempre di più, questi stati si percepiscono come dotati di territori esclusivi rispetto agli altri Stati, e separati da essi da confini sempre più rigidi e a forma di linea. Questa rappresentazione dello Stato nazionale, che è particolarmente diffusa nel momento della sua ascesa e dominanza, tra la seconda metà del Settecento e gli inizi del Novecento, ha come scopo anche quello di creare l'unità nazionale in maniera verticale, mettendo in relazione e in un certo senso omologando tutte le classi: dagli aristocratici ai contadini, passando per i ceti mercantili, tutti possono e devono appartenere a una tradizione comune, fatta non solo di un linguaggio comune, ma anche di miti, di riti, di monumenti e di spazi comuni. E le grandi città europee, in particolar modo le capitali, sono pienamente solidali a questo progetto.
I palazzi adibiti alle funzioni pubbliche diventarono veri e propri monumenti e simboli della narrazione nazionale e la città fu concepita come uno strumento di integrazione gerarchica attorno a questi spazi pubblici densi e spettacolari che, a seconda dei casi, potevano integrarsi con episodi rilevanti della città antica e medievale (è chiaro come soprattutto in Italia questo pregresso costituiva un vincolo importante), oppure, al contrario, mobilitavano gli artisti e gli architetti dell'epoca per creare testimonianze illustri del carattere innovativo della modernità. Questi spazi pubblici, d'altra parte, volevano anche manifestare l'esigenza educativa di sviluppare una cultura sempre più comune ai cittadini: i primi grandi musei d'Europa, nel corso dell'Ottocento, sono infatti dei lasciti del potere ai cittadini, collocati strategicamente nei luoghi simbolicamente centrali delle capitali (come avviene soprattutto a Parigi, Berlino, Vienna).
Agli inizi della modernità, le città erano in massima parte molto piccole, tanto che nel Cinquecento solo circa due dozzine di località nel mondo ospitavano più di 100 000 abitanti: ancora nel Settecento ce n'erano meno di cinquanta, una quota che sarebbe poi salita a 300 nel Novecento. Una piccola città del primo periodo moderno poteva ospitare solo 10 000 abitanti e le cittadine ancora di meno. Mentre le città-Stato del Mar Mediterraneo o del Mar Baltico iniziarono a decadere a partire dal XVI secolo, le maggiori capitali d'Europa iniziarono a beneficiare dell'esplosione del commercio globale che era seguita all'emergere di un'economia atlantica, alimentata dall'argento del Perù e della Bolivia. Nel XVIII secolo, Londra e Parigi raggiunsero e poi superarono le grandi città extraeuropee di Baghdad, Pechino, Istanbul e Kyoto.
Lo sviluppo della moderna industria a partire dalla fine del XVIII secolo produsse massicce urbanizzazioni e portò alla crescita di nuove grandi città, sia in Europa sia nelle Americhe sia nelle altre parti del mondo: le nuove opportunità producevano infatti un alto numero di immigranti dalle comunità rurali nelle aree urbane. Oggi circa metà della popolazione mondiale è urbana, con milioni di persone che ogni anno continuano a riversarsi nelle città in crescita dell'Asia, dell'Africa e dell'America Latina.

### Agglomerati urbani
| Data      | Prima città                    | Seconda città                   | Terza città                           | Quarta città               | Quinta città              |
| --------- | ------------------------------ | ------------------------------- | ------------------------------------- | -------------------------- | ------------------------- |
| 2000 a.C. | Uruk: 80000 ab.                | Ur: 65000 ab.                   | Mohenjo-Daro: 40000 ab.               | Menfi: 30000 ab.           | Nippur: 20000 ab.         |
| 1300 a.C. | Zhengzhou: 100000 ab.          | Babilonia: 60000 ab.            | Menfi: 50000 ab.                      | Tebe: 50000 ab.            | Assur: 30000 ab.          |
| 1000 a.C. | Pi-Ramses: 120000 ab.          | Babilonia: 60000 ab.            | Hao: 50000 ab.                        | Menfi: 50000 ab.           | Tebe: 50000 ab.           |
| 800 a.C.  | Hao: 100000 ab.                | Ninive: 100000 ab.              | Babilonia: 100000 ab.                 | Tebe: 50000 ab.            | Nimrud: 50000 ab.         |
| 500 a.C.  | Babilonia: 200000 ab.          | Luoyang: 200000 ab.             | Linzi: 200000 ab.                     | Atene: 120000 ab.          | Siracusa: 100000 ab.      |
| 323 a.C.  | Cartagine: 500000 ab.          | Linzi: 300000 ab.               | Alessandria: 300000 ab.               | Babilonia: 200000 ab.      | Pataliputra: 150000 ab.   |
| 200 a.C.  | Alessandria: 600000 ab.        | Seleucia: 600000 ab.            | Pataliputra: 350000 ab.               | Roma: 250000 ab.           | Antiochia: 120000 ab.     |
| 1 a.C.    | Alessandria: 1000 ab.          | Roma: 800000 ab.                | Seleucia: 600000 ab.                  | Antiochia: 500000 ab.      | Chang'an: 450000 ab.      |
| 200 d.C.  | Roma: 1000 ab.                 | Luoyang: 420000 ab.             | Alessandria: 250000 ab.               | Atene: 250000 ab.          | Efeso: 250000 ab.         |
| 400 d.C.  | Roma: 800000 ab.               | Jiankang: 500000 ab.            | Costantinopoli: 350000 ab.            | Pataliputra: 300000 ab.    | Teotihuacan: 125000 ab.   |
| 500 d.C.  | Jiankang (Nanjing): 500000 ab. | Luoyang: 500000 ab.             | Costantinopoli: 500000 ab.            | Ctesifonte: 500000 ab.     | Pataliputra: 300000 ab.   |
| 650 d.C.  | Chang'an: 400000 ab.           | Costantinopoli: 350000 ab.      | Canton: 200000 ab.                    | Luoyang: 200000 ab.        | Kannauj: 120000 ab.       |
| 712 d.C.  | Chang'an: 1000 ab.             | Luoyang: 500000 ab.             | Costantinopoli: 300000 ab.            | Canton: 200000 ab.         | Suzhou: 100000 ab.        |
| 800 d.C.  | Chang'an: 800000 ab.           | Baghdad: 700000 ab.             | Luoyang: 300000 ab.                   | Costantinopoli: 250000 ab. | Kyoto: 200000 ab.         |
| 907 d.C.  | Baghdad: 900000 ab.            | Costantinopoli: 250000 ab.      | Luoyang: 200000 ab.                   | Kyoto: 200000 ab.          | Cordoba: 200000 ab.       |
| 1000 d.C. | Cordoba: 450000 ab.            | Kaifeng: 400000 ab.             | Costantinopoli: 300000 ab.            | Angkor: 200000 ab.         | Kyoto: 175000 ab.         |
| 1100 d.C. | Kaifeng: 440000 ab.            | Costantinopoli: 200000 ab.      | Marrakech: 150000 ab.                 | Kalyan: 150000 ab.         | Cairo: 150000 ab.         |
| 1206 d.C. | Hangzhou: 500000 ab.           | Cairo: 300000 ab.               | Jiankang: 200000 ab.                  | Fez: 200000 ab.            | Bagan: 180000 ab.         |
| 1300 d.C. | Hangzhou: 430000 ab.           | Dadu: 400000 ab.                | Cairo: 400000 ab.                     | Parigi: 228000 ab.         | Fez: 150000 ab.           |
| 1400 d.C. | Nanchino: 480000 ab.           | Vijayanagara: 400000 ab.        | Cairo: 360000 ab.                     | Parigi: 275000 ab.         | Hangzhou: 235000 ab.      |
| 1492 d.C. | Pechino: 670000 ab.            | Vijayanagara: 455000 ab.        | Cairo: 400000 ab.                     | Hangzhou: 250000 ab.       | Tenochtitlán: 210000 ab.  |
| 1530 d.C. | Pechino: 690000 ab.            | Vijayanagara: 480000 ab.        | Istanbul (Costantinopoli): 410000 ab. | Cairo: 360000 ab.          | Hangzhou: 260000 ab.      |
| 1600 d.C. | Pechino: 700000 ab.            | Istanbul: 650000 ab.            | Agra: 500000 ab.                      | Osaka: 360000 ab.          | Parigi: 325000 ab.        |
| 1650 d.C. | Istanbul: 700000 ab.           | Pechino: 470000 ab.             | Parigi: 455000 ab.                    | Londra: 410000 ab.         | Isfahan: 360000 ab.       |
| 1715 d.C. | Istanbul: 700000 ab.           | Tokyo: 688000 ab.               | Pechino: 650000 ab.                   | Londra: 550000 ab.         | Parigi: 530000 ab.        |
| 1763 d.C. | Pechino: 900000 ab.            | Londra: 700000 ab.              | Tokyo: 688000 ab.                     | Istanbul: 625000 ab.       | Parigi: 556000 ab.        |
| 1783 d.C. | Pechino: 1100000 ab.           | Londra: 950000 ab.              | Tokyo: 688000 ab.                     | Istanbul: 570000 ab.       | Parigi: 550000 ab.        |
| 1812 d.C. | Pechino: 1100000 ab.           | Londra: 960000 ab.              | Canton: 800000 ab.                    | Tokyo: 685000 ab.          | Istanbul: 570000 ab.      |
| 1824 d.C. | Londra: 1379000 ab.            | Pechino: 1350000 ab.            | Canton: 900000 ab.                    | Parigi: 855000 ab.         | Tokyo: 788000 ab.         |
| 1848 d.C. | Londra: 2363000 ab.            | Pechino: 1648000 ab.            | Parigi: 1314000 ab.                   | Canton: 875000 ab.         | Tokyo: 788000 ab.         |
| 1861 d.C. | Londra: 2803000 ab.            | Parigi: 1696000 ab.             | Pechino: 1390000 ab.                  | New York: 1174000 ab.      | Tokyo: 913000 ab.         |
| 1871 d.C. | Londra: 3841000 ab.            | Parigi: 1851000 ab.             | New York: 1478000 ab.                 | Pechino: 1130000 ab.       | Vienna: 1020000 ab.       |
| 1900 d.C. | Londra: 6226000 ab.            | New York: 3437000 ab.           | Parigi: 2714000 ab.                   | Berlino: 1888000 ab.       | Chicago: 1698000 ab.      |
| 1912 d.C. | Londra: 7419000 ab.            | New York: 4767000 ab.           | Parigi: 4550000 ab.                   | Chicago: 2185000 ab.       | Berlino: 2071000 ab.      |
| 1923 d.C. | New York: 7740000 ab.          | Londra: 7554000 ab.             | Parigi: 4850000 ab.                   | Tokyo: 4490000 ab.         | Berlino: 4024000 ab.      |
| 1938 d.C. | New York: 12588000 ab.         | Londra: 8099000 ab.             | Tokyo: 6370000 ab.                    | Parigi: 6000 ab.           | Berlino: 4339000 ab.      |
| 1945 d.C. | New York: 13479000 ab.         | Londra: 7988000 ab.             | Parigi: 5850000 ab.                   | Tokyo: 3490000 ab.         | Chicago: 3397000 ab.      |
| 1950 d.C. | New York: 12338000 ab.         | Tokyo: 11275000 ab.             | Londra: 8361000 ab.                   | Shanghai: 6066000 ab.      | Parigi: 5424000 ab.       |
| 1962 d.C. | Tokyo: 16680000 ab.            | New York: 14160000 ab..         | Londra: 8200000 ab.                   | Parigi: 7260000 ab.        | Buenos Aires: 6600000 ab. |
| 1975 d.C. | Tokyo: 26620000 ab.            | New York: 15880000 ab.          | Città del Messico: 10690000 ab.       | Osaka: 9840000 ab.         | San Paolo: 9610000 ab.    |
| 1991 d.C. | Tokyo: 32530000 ab.            | New York: 16090000 ab.          | Città del Messico: 15310000 ab.       | San Paolo: 14780000 ab.    | Mumbai: 12310000 ab.      |
| 2010 d.C. | Tokyo: 35470000 ab.            | Città del Messico: 20690000 ab. | Mumbai: 20040000 ab.                  | San Paolo: 19580000 ab.    | New York: 19390000 ab.    |

## Concezioni moderne

### Approccio tradizionale
Per lungo tempo è stata accettata e adottata una definizione lineare universale delle città; ma dato che questo approccio ha difficoltà nello spiegare una serie di aspetti della vita urbana, tra cui la diversità tra le città, sono state cercate nuove vie. Nacque così una nuova definizione, influenzata dal pensiero post-strutturalista: l'uso del concetto di spazio è possibile non solo per colmare le lacune della vecchia definizione, ma per rimpiazzarla completamente.Tre caratteristiche sono state identificate per definire una città: il numero di abitanti nell'area considerata (densità di popolazione), la rete di collegamenti, oltre a un particolare stile di vita. Nessuno di questi aspetti da solo può fare di un luogo una città.
Fino a poco tempo fa le città venivano analizzate quasi esclusivamente come fossero parti a sé stanti in progressione lineare. A cominciare dalle città-Stato in Grecia, questo approccio veniva applicato su ogni città in ogni luogo e si credeva fosse solo una questione di tempo prima di arrivare allo stadio successivo lungo il percorso di sviluppo predefinito. Per ogni stadio si identificava un luogo esemplare. Passo dopo passo, da Atene a Venezia, poi a Londra fino a Los Angeles, definita come l'ultimo stadio della città postmoderna. Ma un simile approccio vede ogni urbe come una singola entità statica, e può studiarne gli aspetti svincolati dallo spazio e dal tempo. Ciò conduce a un costrutto teorico con ben poche connessioni all'aspetto reale della questione, che viene considerato semplicemente come fonte di esempi poco limpidi. A dispetto delle evidenti controindicazioni questo metodo è ancora comune tra studiosi e scrittori.

### Difetti del metodo
Nonostante la sua diffusa accettazione, questo approccio tradizionale alle città possiede seri difetti. In primo luogo, non considerandone l'ultimo stadio, era completamente eurocentrico. Si pensava che ogni città del mondo potesse essere paragonata a uno degli stadi passati di una città europea. In secondo luogo non esisteva una spiegazione concreta di come e quando avvenissero i cambiamenti, di come si raggiungesse uno stadio successivo nella linea evolutiva. Sembrava non fosse necessario seguire i cambiamenti di una città, bastava rivolgere l'attenzione su un altro esemplare. In terzo luogo, la visione svincolata delle città pone dei problemi. Implica che la storia, la cultura e i collegamenti di un luogo non lo influenzino, il che è quantomeno discutibile. Alcuni pensatori sostengono che una storia che ignori i collegamenti è necessariamente incompleta. Quarto, l'approccio tradizionale non definisce cosa costituisce una città. Non è chiaro perché un luogo venga definito città mentre un altro no. Lewis Mumford nel 1937 sostenne una dimensione sociale, descrivendo le città come plessi geografici. Infine, vedere le città come corpi singoli non coglie la moderna concezione, che sostiene che esiste più di una storia per un luogo. La città di un aristocratico differirà certamente da quella di uno schiavo. Questo riflette altresì lo spostamento dalla singola storia della élite dei potenti a una percezione multidimensionale della storia. La nozione dei ritmi cittadini è stata introdotta per evidenziare i diversi aspetti della vita cittadina.

### Un approccio moderno
Come approccio alle città, l'attuale pensiero urbano si ripromette di soddisfare queste esigenze. La nuova percezione della città è dovuta soprattutto a una maggiore attenzione alle connessioni del sistema-città e alle sue divisioni interne. Usando questo nuovo pensiero spaziale si può comprendere come molteplici aspetti del pensiero tradizionale manchino di una spiegazione soddisfacente. Un aspetto decisivo del pensiero spaziale riguarda le connessioni della città. Ciò permette di spiegare il carattere unico di un determinato luogo. I siti vengono visti in interconnessione con una rete culturale, economica, commerciale o storica, e non trattano allo stesso modo tutti gli agglomerati urbani. Quindi, mentre Londra e Tokyo sono collegate da un punto di vista economico attraverso la borsa, Stoccolma e Graz lo sono attraverso il legame culturale di capitale europea della cultura.
Queste reti si sovrappongono e si concentrano nelle città. Presumibilmente tale concentrazione di reti crea un feeling unico in un luogo. Le suddette reti, comunque, non collegano solo le città fra di loro, ma anche con i loro dintorni. La nozione di "impronta cittadina" riflette l'idea che la città da sola non sia sostenibile: dipende dai prodotti dei dintorni, necessita di collegamenti commerciali e connessioni per la viabilità economica. Osservando le reti diviene possibile spiegare l'ascesa e la caduta delle città. Questo ha a che fare con l'importanza delle connessioni, e può essere ben illustrato con l'arrivo dei colonizzatori spagnoli nelle Americhe. In breve tempo le connessioni con Madrid divennero più importanti di quelle con l'antica capitale Tenochtitlán.
La concentrazione delle reti nelle città può essere usata come spiegazione per l'urbanizzazione. È l'accesso a determinate reti che attrae le persone. Così come varie reti si uniscono spazialmente in un'area delimitata, la popolazione si riunisce nelle città. Allo stesso tempo questa concentrazione di persone implica l'introduzione di nuove reti, come i collegamenti sociali, e aumenta la creazione di nuove possibilità all'interno delle città. I movimenti sociali urbani sono uno dei diretti risultati di questa possibilità di creazione di nuove connessioni. È l'apertura verso nuove connessioni a rendere le città sia attraenti sia - fino a un certo punto - imprevedibili.
Un altro aspetto importante del pensiero urbano moderno è l'osservazione delle divisioni interne alla città. Questa differenziazione interna è collegata alle connessioni esterne della città. Essendo luoghi di incontro della storia, le città sono ibride ed eterogenee. Sono ibride perché le connessioni che uniscono i luoghi sono bilaterali, e implicano un dare e ricevere in ambedue le direzioni. Sono eterogenee per il dinamismo delle città. I nuovi incontri sono processi in divenire, in cui le relazioni sociali e le differenze vengono costantemente negoziate e delineate, riflettendo il potere disuguale coinvolto.
Né le differenziazioni interne né le connessioni e le reti di un luogo definiscono da sole una città. Le divisioni interne sono causate da collegamenti esterni, ma allo stesso tempo i collegamenti verso l'esterno aprono la possibilità di nuove divisioni sociali. Divisioni e connessioni sono intrecciati in ogni città, e si può approcciare la complessità delle città solo considerando ambedue gli aspetti del pensiero spaziale. L'immigrazione illustra efficacemente questa interconnessione delle reti esterne e delle divisioni interne. Le reti concentrate nel cuore della città attraggono gli immigranti. Al suo arrivo il nuovo venuto porta con sé le sue storie, estendendo nuove reti e rafforzando quelle esistenti. Allo stesso tempo la sua storia offre opportunità per identificarsi o similmente per escluderlo. Divisione e collegamento viaggiano mano nella mano. Il pensiero urbano moderno, influenzato dal pensiero post-strutturalista, piuttosto che sradicare queste tensioni e contraddizioni dal costrutto teorico, spiega ambedue gli aspetti. I corpi statici universali sono soppiantati da reti multidimensionali, che consentono fluidità e dinamismo.

### Le città globali

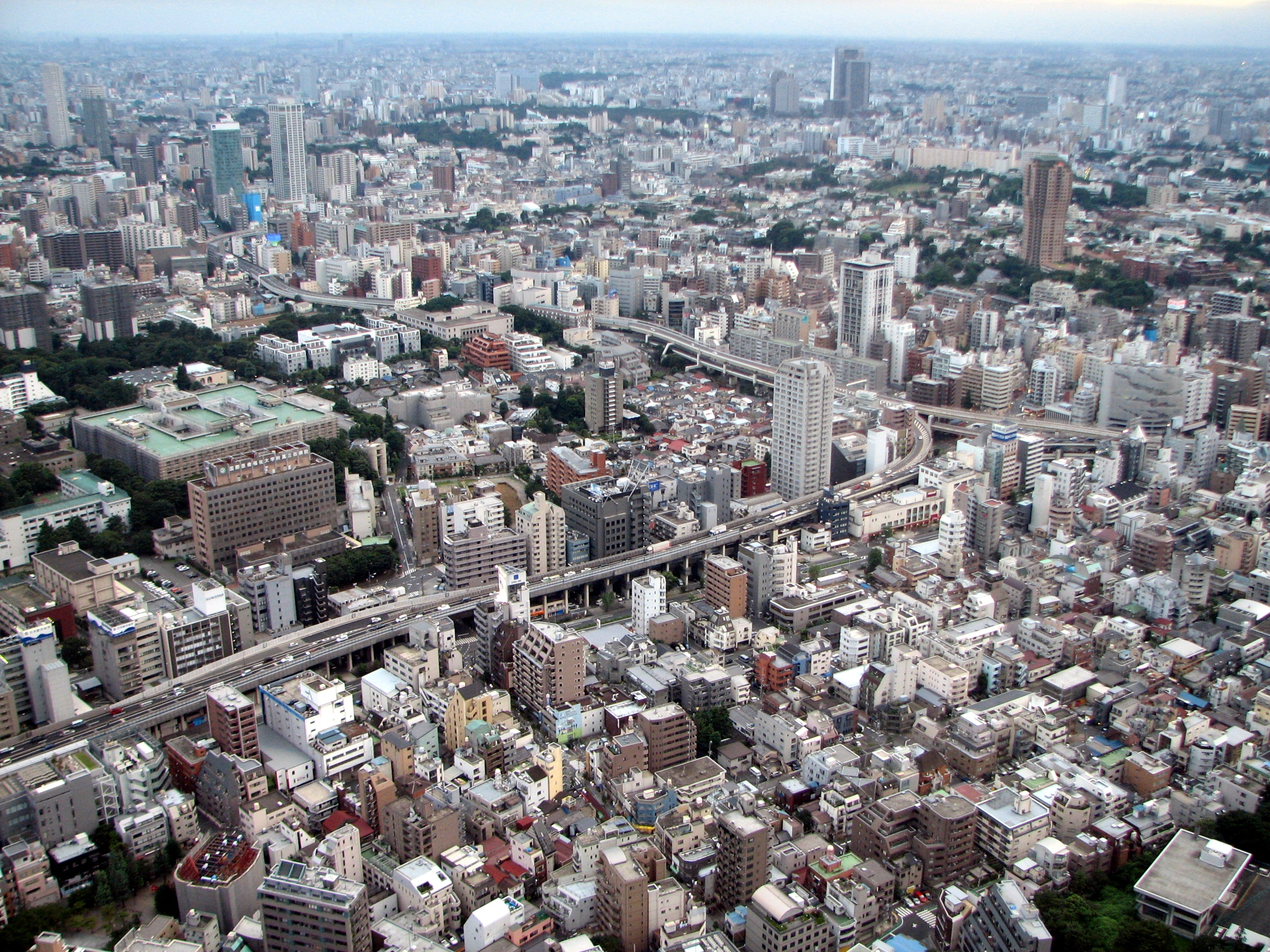
Tokyo si perde all'orizzonte

Le città globali sono il centro di snodo per commerci, finanza, attività bancarie, innovazioni e sbocchi economici. Il termine "città globale", che differisce da "megalopoli", fu coniato da Saskia Sassen in un seminario di lavoro del 1991. Se "megalopoli" si riferisce a città di enormi dimensioni, una "città globale" è invece una metropoli di gran potere o influenza. Le città globali, secondo la Sassen, hanno molto più in comune le une con le altre che con le città coesistenti nella medesima nazione.
La nozione riguarda il potere della città creato al suo interno. È vista come un vero e proprio contenitore dove vengono concentrate abilità e risorse e la città con più successo è proprio quella che riesce a incanalarne una gran parte. Questo la rende più potente in termini di influenza su quel che avviene nel mondo. Seguendo quest'ottica è possibile suddividere le metropoli del mondo gerarchicamente (John Friedmann and Goetz Wolff, "World City Formation: An Agenda for Research and Action", International Journal of Urban and Regional Research 6, no. 3 (1982): 319).
Chi critica tale considerazione punta sulla differenza di ambiti del potere. Il termine "città globale" si focalizza sull'economia. Città come Roma invece sono potenti da un punto di vista religioso e storico. Inoltre, c'è chi ha avuto da ridire sul fatto che una città in sé potesse esser vista quasi come fosse un attore.
Nel 1995 Kanter introdusse una nuova teoria, ovvero che le città di successo possono essere identificate da tre fattori. Una città deve essere un'abile pensatrice (idee), buona creatrice (competenza) o un'abile commerciante (rete di mercati). L'interscambio tra questi tre elementi dimostra che le buone città non sono progettate ma gestite.

### Effetti sull'ambiente
È noto che le città moderne creano un proprio microclima. La causa di ciò è la diffusione nelle stesse di ampie superfici rigide che si scaldano al sole e che incanalano l'acqua piovana in condotti sotterranei. Per questo il clima è spesso più ventoso e più nuvoloso di quanto non sia nella campagna circostante. D'altro canto, poiché tali fenomeni tendono a riscaldare le città rispetto alle campagne (formando il cosiddetto scudo termico cittadino, o isola termica cittadina), i tornado aggirano spesso gli agglomerati urbani. Inoltre i paesi o le cittadine possono causare effetti meteorologici di un certo rilievo legati alle correnti d'aria.
I rifiuti e le fognature sono due problemi rilevanti per le città, così come l'inquinamento dell'aria proveniente dai motori a combustione interna (v. anche trasporto pubblico). L'impatto delle città su altri luoghi, siano questi l'hinterland o luoghi più remoti, viene considerato nel concetto di impronta ecologica della città.

### La "città interna"
Negli USA e in Gran Bretagna il termine città interna viene usato in alcuni contesti per definire un'area, quasi un ghetto, in cui gli abitanti sono meno istruiti e benestanti e dove il tasso di criminalità è più elevato. Tali connotazioni sono meno comuni negli altri Paesi occidentali, dove aree depresse si riscontrano in parti diverse degli agglomerati urbani. E in effetti si può assistere al fenomeno inverso, con l'afflusso di popolazione alto-borghese in aree centrali della città, originariamente di basso livello (questo fenomeno in inglese viene definito gentrificazione) - per esempio in Australia la denominazione suburbano esterno si riferisce a persona poco sofisticata nei modi e nel livello culturale. A Parigi il centro della città è la parte più ricca dell'area metropolitana, dove le abitazioni sono più care e dove vive la popolazione a più elevato reddito.
In particolar modo negli USA è diffusa una cultura di anti-urbanizzazione, che alcuni fanno risalire a Thomas Jefferson, che scrisse che "Le folle delle grandi città contribuiscono al supporto del puro governo come le piaghe aiutano la forza di un corpo umano". Parlando degli uomini d'affari che portavano le industrie manifatturiere nelle città, incrementando quindi la densità di popolazione necessaria per fornire forza lavoro, scrisse "i produttori delle grandi città ... hanno generato una tale depravazione nella morale, una tale dipendenza e corruzione che li rendono un'aggiunta indesiderabile a un Paese la cui morale è solida". L'attitudine anti-urbana moderna si ritrova negli Stati Uniti sotto forma di una pianificazione che continua a impegnare aree suburbane a bassa densità di popolazione, nelle quali l'accesso alle attività per il tempo libero, al lavoro e agli acquisti viene fornito quasi esclusivamente attraverso l'uso dell'auto, e non a piedi.
Esiste comunque un movimento crescente nel Nordamerica chiamato "Nuovo Urbanismo", che sostiene un ritorno ai metodi tradizionali di pianificazione urbana, nei quali una gestione a zone di tipo misto consenta agli abitanti di accedere camminando da un tipo di uso dello spazio a un altro. L'idea di fondo è che gli spazi abitativi, dedicati agli acquisti, agli uffici e alle attività ricreative siano disponibili a breve distanza, riducendo la richiesta di strade carrozzabili e quindi aumentando l'efficienza e la funzionalità del trasporto pubblico.

### La città collettiva
Nella città contemporanea esistono corpi collettivi in opposizione a un sistema sociale e politico, che hanno visivamente immaginato e rappresentato un'alternativa che incarna, nella forma stessa del collettivo un modello più partecipativo. Partecipare ha nella sua etimologia due parole di origine latina: pars (parte) e capere (prendere) e significa appunto prendere attivamente parte a qualcosa di più grande della propria persona, come una comunità ad esempio, senza conoscere necessariamente da chi questa sia formata. Le singolarità qualunque, come le chiama Giorgio Agamben, sono in grado di formare nuovi tipi di comunità alle cui basi non sussistono appartenenze regolate da identità, razza, ceto, sessualità e da tutte quelle altre categorie che hanno permesso fino a oggi allo Stato democratico-spettacolare di articolare il proprio controllo sulla società.

#### Città artistica
Ricostruendo una breve prospettiva storica dell'intervento artistico nello spazio urbano, subordinatamente al suo coinvolgimento con il corpo collettivo e plurale della città e non alla collocazione di un manufatto in una piazza, non ci stupiremmo di osservare come un elemento ricorrente riguardi l'estrazione sociale di chi rivendica un "diritto alla città" o anche più semplicemente "all'abitabilità". Citando alcuni esempi, dai rom del campo nomadi di Alba di Constant Anton Nieuwenhuys, ai senzatetto di If you lived here di Martha Rosler, vediamo chi espone la propria nuda vita alla dimensione pubblica dello spazio e alle sue implicite privatizzazioni, che ripropone quel conflitto, quello spazio agonistico, sul proprio corpo, dove le limitazioni esistenti nella sfera pubblica si fanno palesi. "I senza casa sono i migliori indicatori di quanto "pubblico" un dato spazio sia" e tanto più i segni di questa urgenza si sono dimostrati nell'estetica della loro gravità, quanto la passività della popolazione è stata forte rispetto alla possibilità di negoziazione che la città post-industriale offriva. Le intuizioni dei Situazionisti, dalla psico-geografia alla deriva, passando per détournement, che nel loro slancio topico erano i sintomi delle problematiche insite nel modernismo, sono tornati per mano degli artisti come strumenti di una negoziazione non più solo possibile, ma necessaria. L'eredità situazionista pare essere stata resa operativa nella città vissuta, non più come un destino ineluttabile, ma come uno spazio lavorativo/operativo a portata dell'abitante.

#### Storia
Alla fine degli anni 1960, parlando del binomio spazio-potere e rivolgendo la sua analisi alla città come scenario preferenziale di tale atteggiamento Michel Foucault dichiarava "l'ossessione attuale è lo spazio". Nel 1972, Henri Lefebvre pubblica Spazio e politica che si colloca al seguito delle sue riflessioni precedenti la città, affermando un'urgenza rispetto a quella che definisce "la crisi della realtà urbana". In questo testo Lefebvre afferma: "La città è un'opera, nel senso di un'opera d'arte. Lo spazio non è solo organizzato e istituito, è anche modellato, appropriato da questo o quel gruppo sociale, secondo le sue esigenze, la sua etica e la sua estetica, cioè la sua ideologia". Con queste parole il sociologo francese prefigura quello che sarebbe stato di lì a poco il campo di operazione preferenziale degli artisti che, prima di altri, cominciano a riflettere sull'importanza del loro intervento sulla città, sulla sua modificazione funzionalistico economica che la sta trasformando dal luogo della vita e della sua narrazione a quello del lavoro e della produzione.
I contesti urbani di quegli anni sono all'apice della loro industrializzazione e l'urbanistica incide, ancora una volta, profondamente sulla segregazione in classi della società, disegnando, sulla scorta del modello americano, separazioni tra il centro della città, sede del commercio, e la città circostante, così carica di conflitti potenziali rimasti inespressi. Spingere all'esterno della città nei suoi sobborghi, il conflitto equivale a privarla della fondante diversità culturale che la costituisce, attraverso la creazione di spazi e quartieri mono culturali che rispondono alla logica della lottizzazione capitalista dello spazio pubblico e hanno l'effetto di aumentare la frammentazione sociale all'interno dello stesso nucleo urbano.
La relazione che corre tra le pratiche artistiche, nel loro attuale rapporto rinnovato con la collettività e la condizione della città contemporanea, può essere definita attraverso l'opera di Christoph Schafer "The City is our Factory". L'artista sintetizza il campo di forze che il quartiere di St. Pauli, ad Amburgo, ha visto nel corso degli ultimi quindici anni, periodo in cui lo spazio pubblico di questo quartiere periferico della ricca città tedesca, è stato oggetto di due opposte visioni: da un lato quello speculativo immobiliare da parte delle amministrazioni e delle multinazionali, dall'altro quello degli abitanti con l'idea di un parco (Park Fiction) che potesse contenere i loro desideri in quello spazio.

### Saggi
- La città (Wirtschaft und Gesellschaft. Die Stadt), saggio di sociologia di Max Weber.
- La città (The city. Suggestions for investigation on human behavior in the urban environment), saggio di sociologia di Robert Park.

### Generali
- Città aperta
- Città aziendale
- Città ideale
- Città di fondazione
- Città globale
- Città metromontana
- Cittadina
- Deurbanizzazione
- Fauna urbana
- Grande città
- Metropoli
- Megalopoli
- Quartiere
- Smart city
- Principio di accessibilità
- Principio di competitività
- Sociologia urbana
- Titolo di città
- Urbanizzazione
- Urbanistica

### Liste
- Città del mondo per popolazione
- Città per numero di grattacieli
- Maggiori città nei tempi storici
- Città murate italiane